# Bầu cử tổng thống Hoa Kỳ 1860
Cuộc bầu cử tổng thống Hoa Kỳ năm 1860 là cuộc bầu cử tổng thống bốn năm một lần lần thứ 19, được tổ chức vào ngày 6 tháng 11 năm 1860. Trong một cuộc tranh cử với 4 đảng tham gia, đề cử của Đảng Cộng hòa là Abraham Lincoln và Hannibal Hamlin, giành chiến thắng với số đông ủng hộ trong phiếu phổ thông và đa số phiếu Đại cử tri dù không giành được phiếu nào ở các bang nô lệ Do đó, cuộc bầu cử này đóng vai trò là sự kiện khơi mào của Nội chiến Hoa Kỳ. Cuộc bầu cử này cũng là cuộc bầu cử tổng thống đầu tiên mà Đảng Cộng hòa giành chiến thắng.
Hoa Kỳ ngày càng trở nên chia rẽ trong những năm 1850, chủ yếu là do việc mở rộng chế độ nô lệ ở các lãnh thổ miền Tây mới. Tổng thống đương nhiệm, James Buchanan, giống như người tiền nhiệm của ông, Franklin Pierce, là một đảng viên Dân chủ miền Bắc với những thiện cảm dành cho miền Nam. Từ giữa những năm 1850, Đảng Cộng hòa chống chế độ nô lệ đã trở thành một đảng phái chính trị lớn, được thúc đẩy bởi sự phản đối của cử tri miền Bắc đối với Đạo luật Kansas – Nebraska và phán quyết năm 1857 của Tòa án Tối cao ở vụ Dred Scott v. Sandford. Từ cuộc bầu cử năm 1856, Đảng Cộng hòa đã thay thế Đảng Whig trở thành đảng đối lập chính với Đảng Dân chủ. Một nhóm những người trước đây là đảng viên Whig và Nhất Vô Sở Tri đã thành lập Đảng Liên minh Hiến pháp nhằm tìm cách giải quyết sự mất đoàn kết của đất nước về chế độ nô lệ bằng một số thỏa hiệp mới.
Đại hội toàn quốc Đảng Cộng hòa năm 1860 ở Chicago đã đề cử Lincoln, một cựu Dân biểu đảng Whig ôn hòa từ Illinois. Chính sách của đảng này cam kết không can thiệp vào chế độ nô lệ ở miền Nam nhưng phản đối việc mở rộng chế độ nô lệ vào các vùng lãnh thổ mới. Đại hội toàn quốc Đảng Dân chủ năm 1860, vốn dự kiến tổ chức ở Charleston, Nam Carolina, đã bị hoãn lại mà không có ứng cử viên đựoc đề cử, nhưng tại Đại hội thứ hai ở Baltimore, Maryland, các đảng viên đã đề cử Thượng nghị sĩ Illinois Stephen A. Douglas. Sự ủng hộ của Douglas đối với khái niệm "quyền làm chủ của số đông", vốn kêu gọi những cư dân trên từng lãnh thổ tự lựa chọn bang của họ là bang tự do hay nô lệ, đã khiến nhiều đảng viên Dân chủ miền Nam, vốn ủng hộ chế độ nô lệ cực đoan và muốn các lãnh thổ, và có lẽ các vùng đất khác, trở thành bang nô lệ. Với sự ủng hộ của Tổng thống Buchanan, đảng Dân chủ miền Nam đã tổ chức Đại hội riêng của họ và đề cử Phó Tổng thống đương nhiệm John C. Breckinridge từ Kentucky. Đại hội Đảng Liên minh Hiến pháp năm 1860 đề cử cựu Thượng nghị sĩ Tennessee John Bell.
Đối thủ chính của Lincoln ở miền Bắc là Douglas, người đã giành được đa số phiếu phổ thông ở 2 bang Missouri và New Jersey. Ở miền Nam, Bell thắng 3 bang và Breckinridge giành chiến thắng ở 11 bang còn lại. Cuộc bầu cử này đã thúc đẩy 7 bang miền Nam, tất cả đều bỏ phiếu cho Breckinridge, ly khai trước lễ nhậm chức và 4 bang khác, trong đó có 2 bang bỏ phiếu cho Bell, ly khai sau khi Lincoln huy động quân đội Liên bang bảo vệ tài sản của Liên bang để ngăn 7 bang ban đầu ly khai. Cuộc bầu cử này là cuộc bầu cử đầu tiên trong sáu chiến thắng liên tiếp của Đảng Cộng hòa. Đây cũng là cuộc bầu cử tổng thống đầu tiên trong Lịch sử Hoa Kỳ mà cả hai ứng cử viên đảng lớn (Abraham Lincoln và Stephen A. Douglas) đều đăng ký ở cùng một bang quê hương và sẽ là cuộc bầu cử duy nhất xảy ra điều này đến năm 1904.

## Đề cử

### Đề cử của Đảng Cộng hòa
| Đề cử của Đảng Cộng hòa năm 1860                     | Đề cử của Đảng Cộng hòa năm 1860                       |
| Abraham Lincoln                                      | Hannibal Hamlin                                        |
| ---------------------------------------------------- | ------------------------------------------------------ |
| cho Tổng thống                                       | cho Phó Tổng thống                                     |
|                                                      |                                                        |
| Cựu Hạ nghị sĩ Hoa Kỳ từ khu 7, Illinois (1847–1849) | Thượng nghị sĩ Hoa Kỳ từ Maine (1848–1857 & 1857–1861) |
| Chiến dịch                                           |                                                        |

Các ứng cử viên của Đảng Cộng hòa:
- Abraham Lincoln, cựu Hạ nghị sĩ từ Illinois
- William Seward, Thượng nghị sĩ từ New York
- Simon Cameron, Thượng nghị sĩ từ Pennsylvania
- Salmon P. Chase, Thống đốc Ohio
- Edward Bates, cựu Hạ nghị sĩ từ Missouri
- John McLean, Thẩm phán Đồng nhiệm Tòa án Tối cao Hoa Kỳ
- Benjamin Wade, Thượng nghị sĩ từ Ohio
- William L. Dayton, cựu Thượng nghị sĩ từ New Jersey

### Thư viện ảnh các ứng cử viên Đảng Cộng hòa

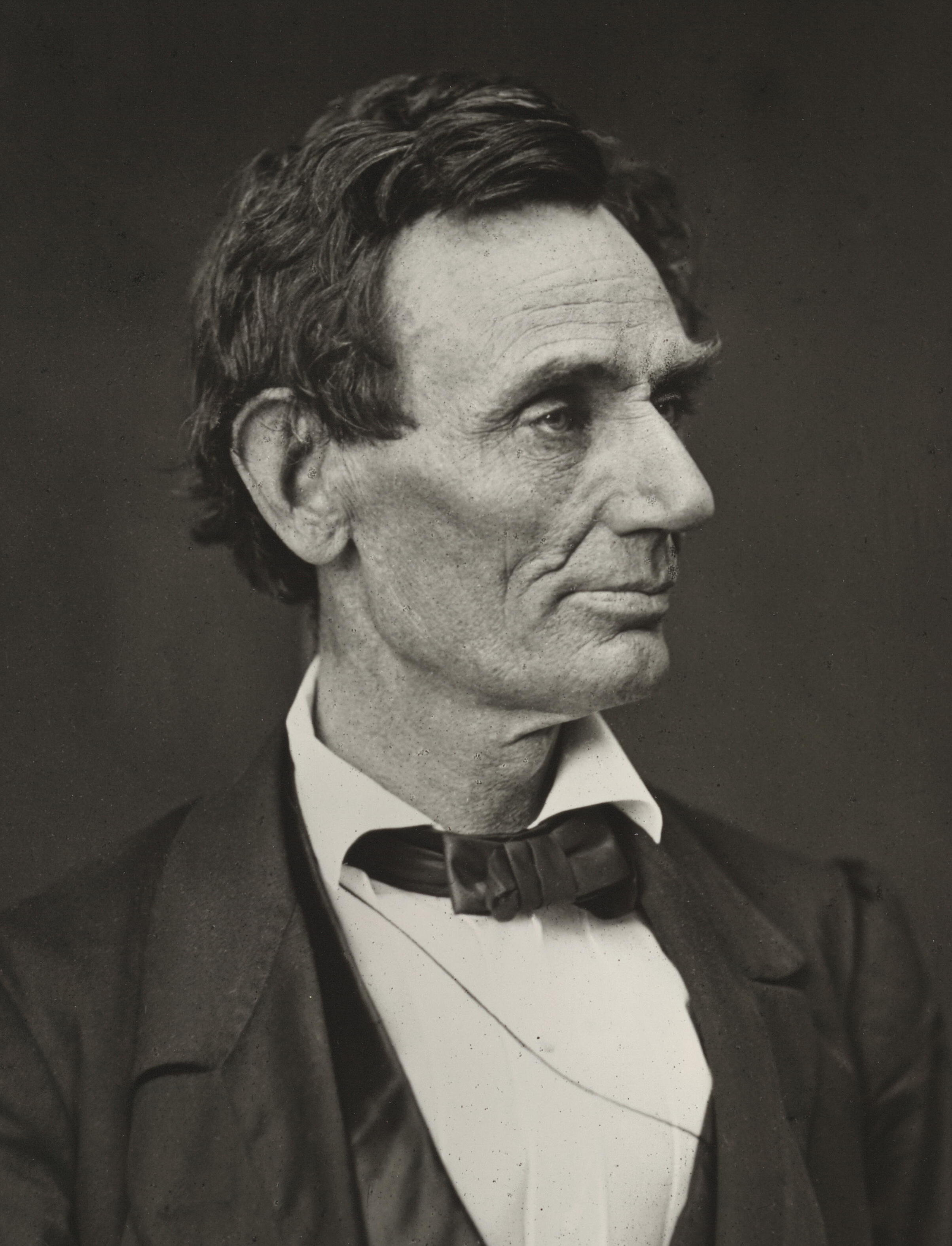
Cựu Hạ nghị sĩ Abraham Lincoln từ Illinois
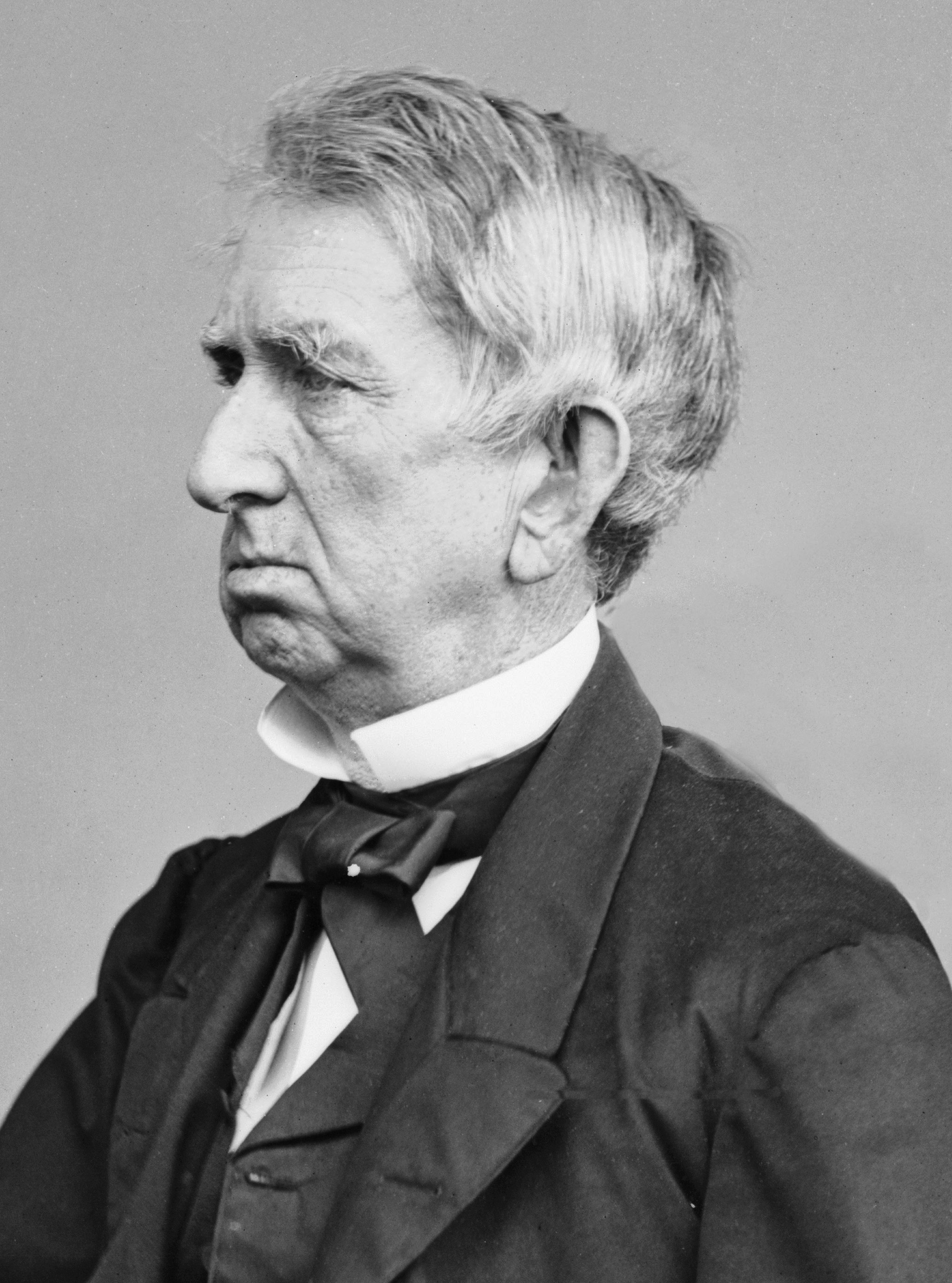
Thượng nghị sĩ William H. Seward từ New York
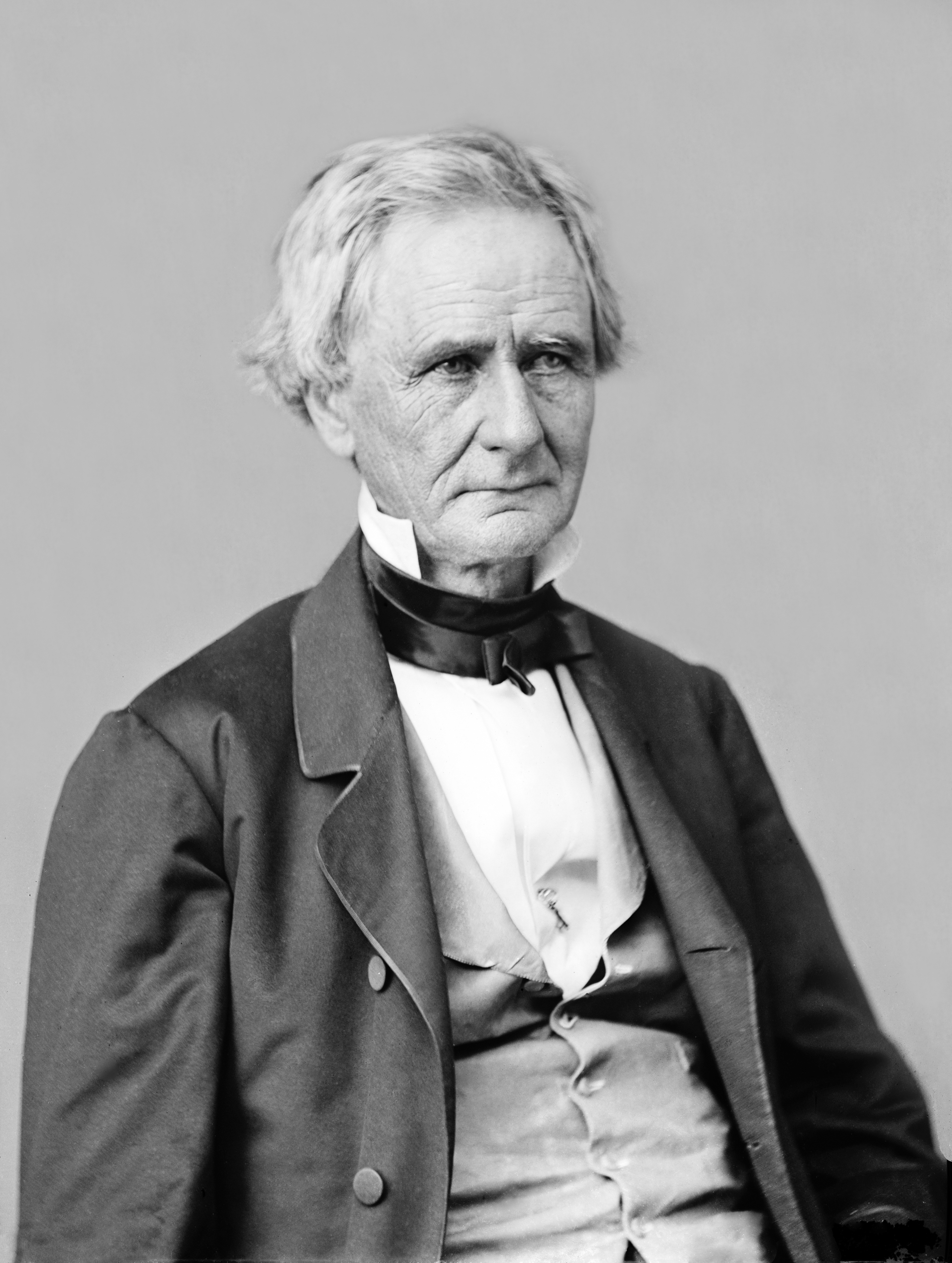
Thượng nghị sĩ Simon Cameron từ Pennsylvania
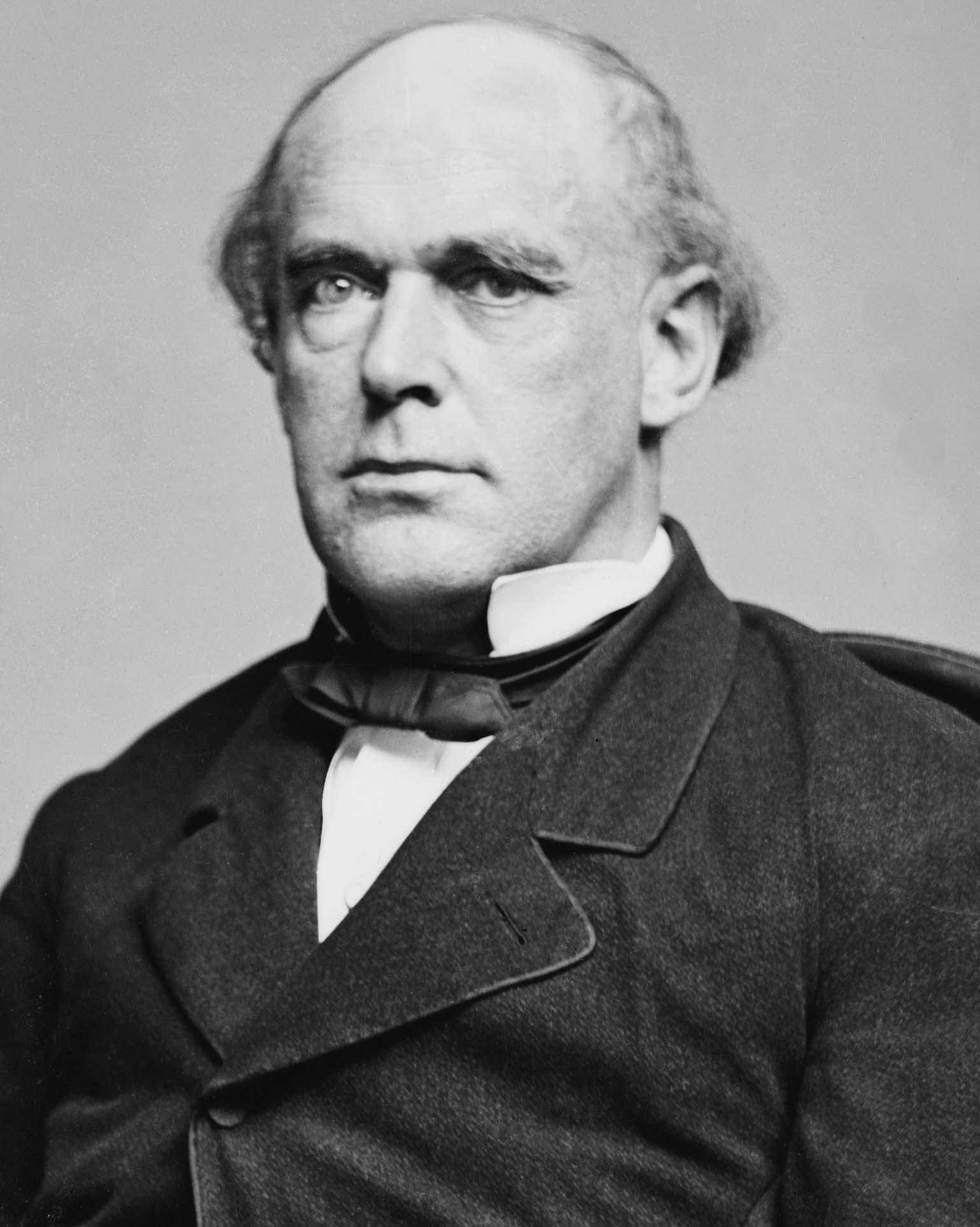
Thống đốc Salmon P. Chase từ Ohio
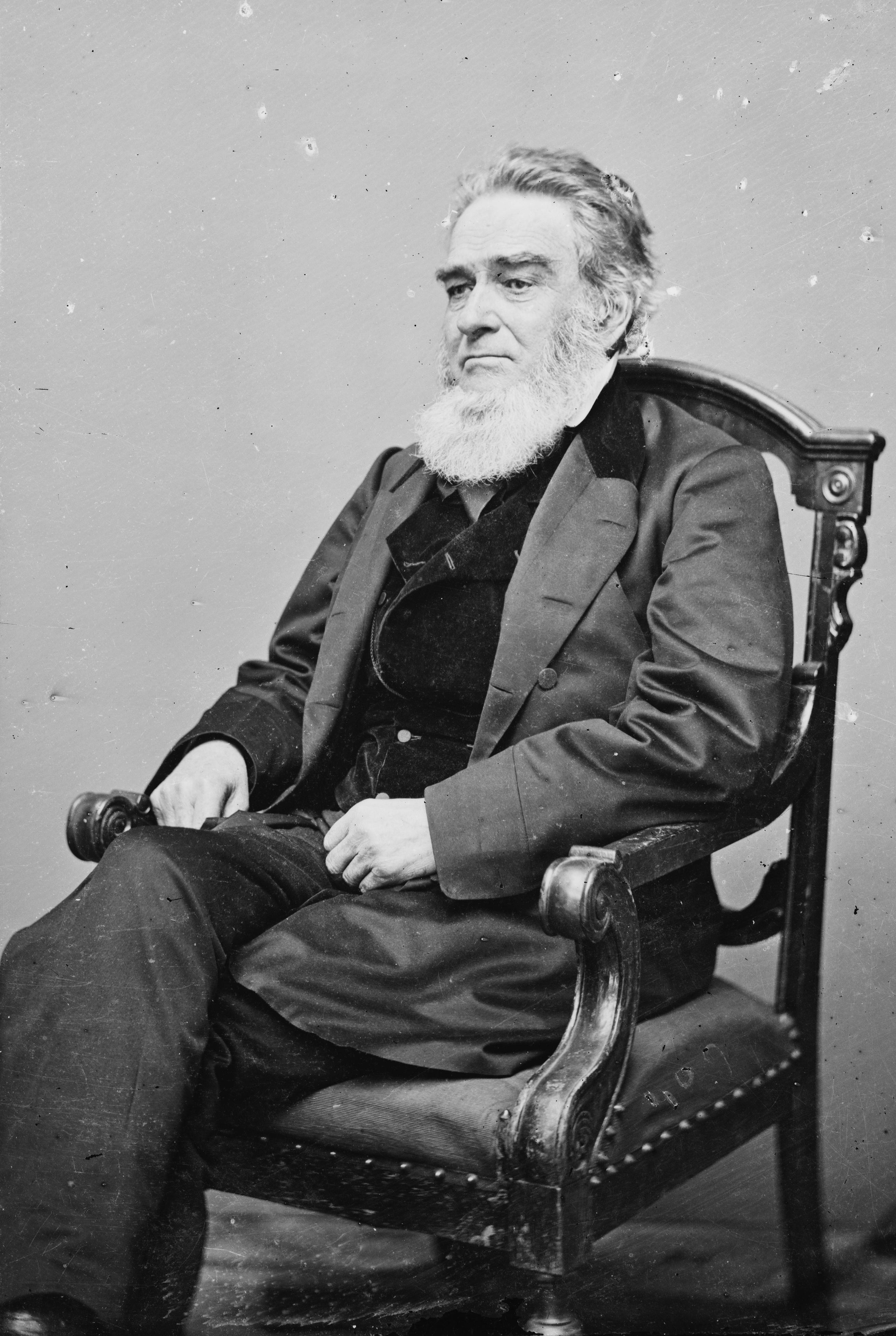
Cựu Hạ nghị sĩ Edward Bates từ Missouri
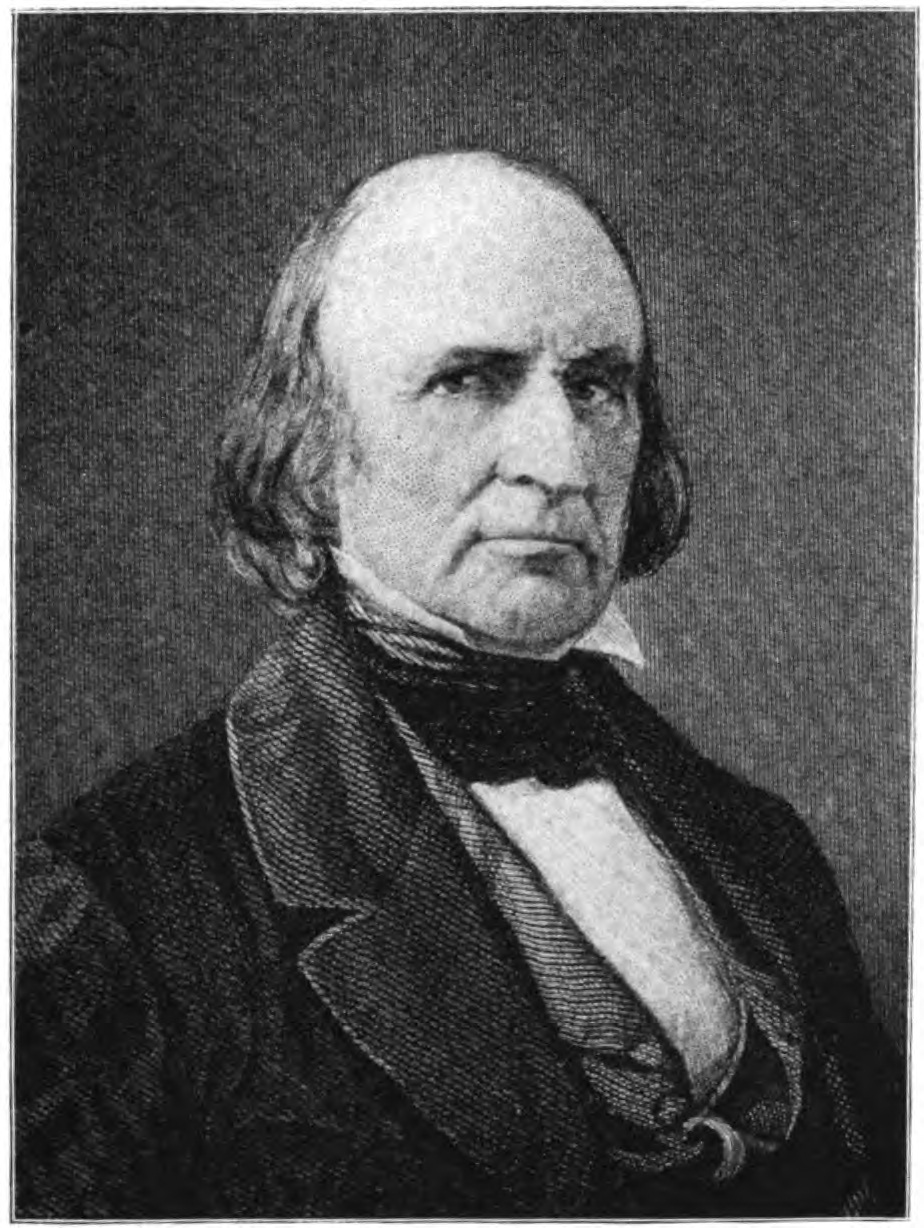
Thẩm phán Đồng nhiệm John McLean
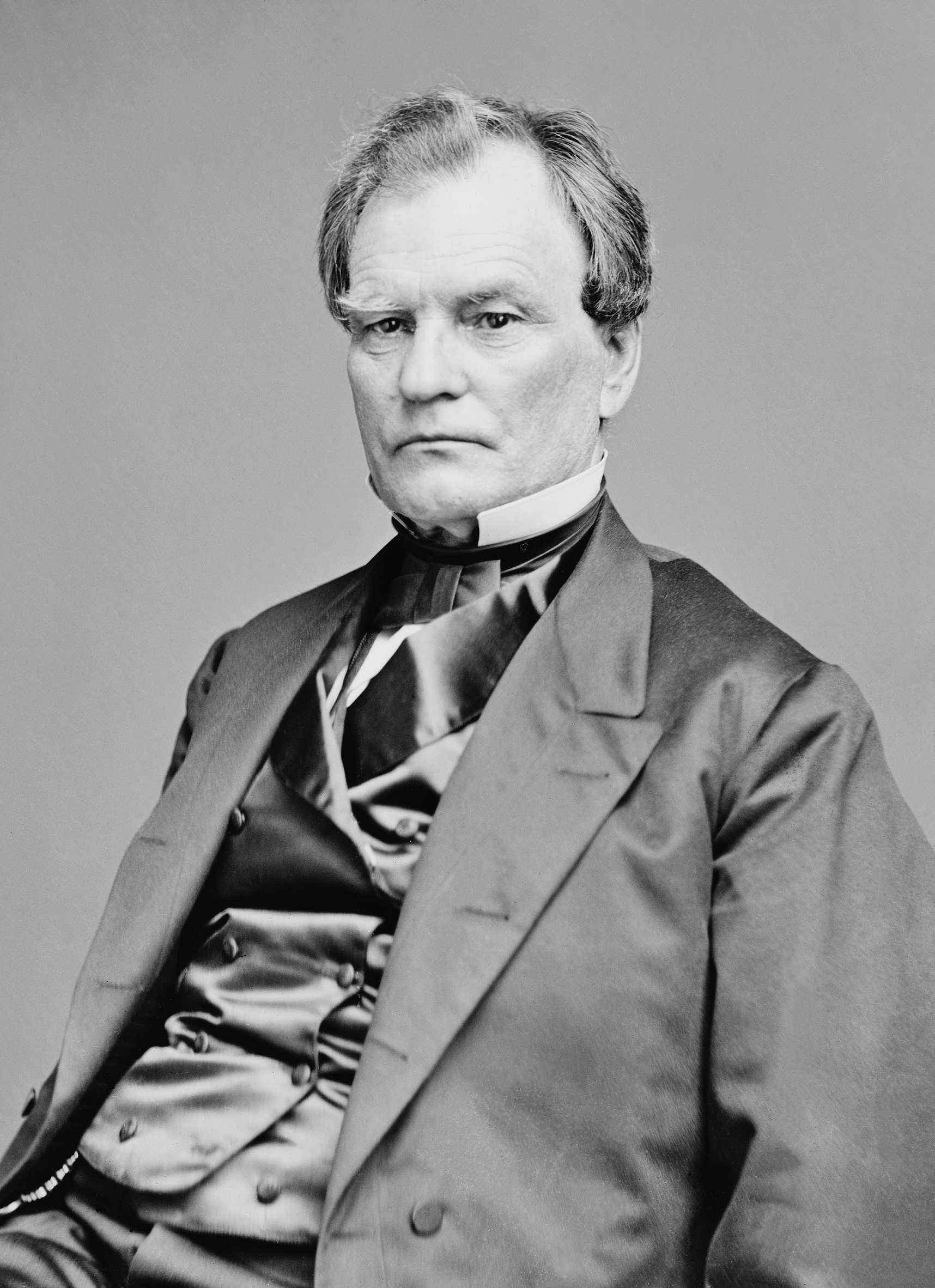
Thượng nghị sĩ Benjamin Wade từ Ohio
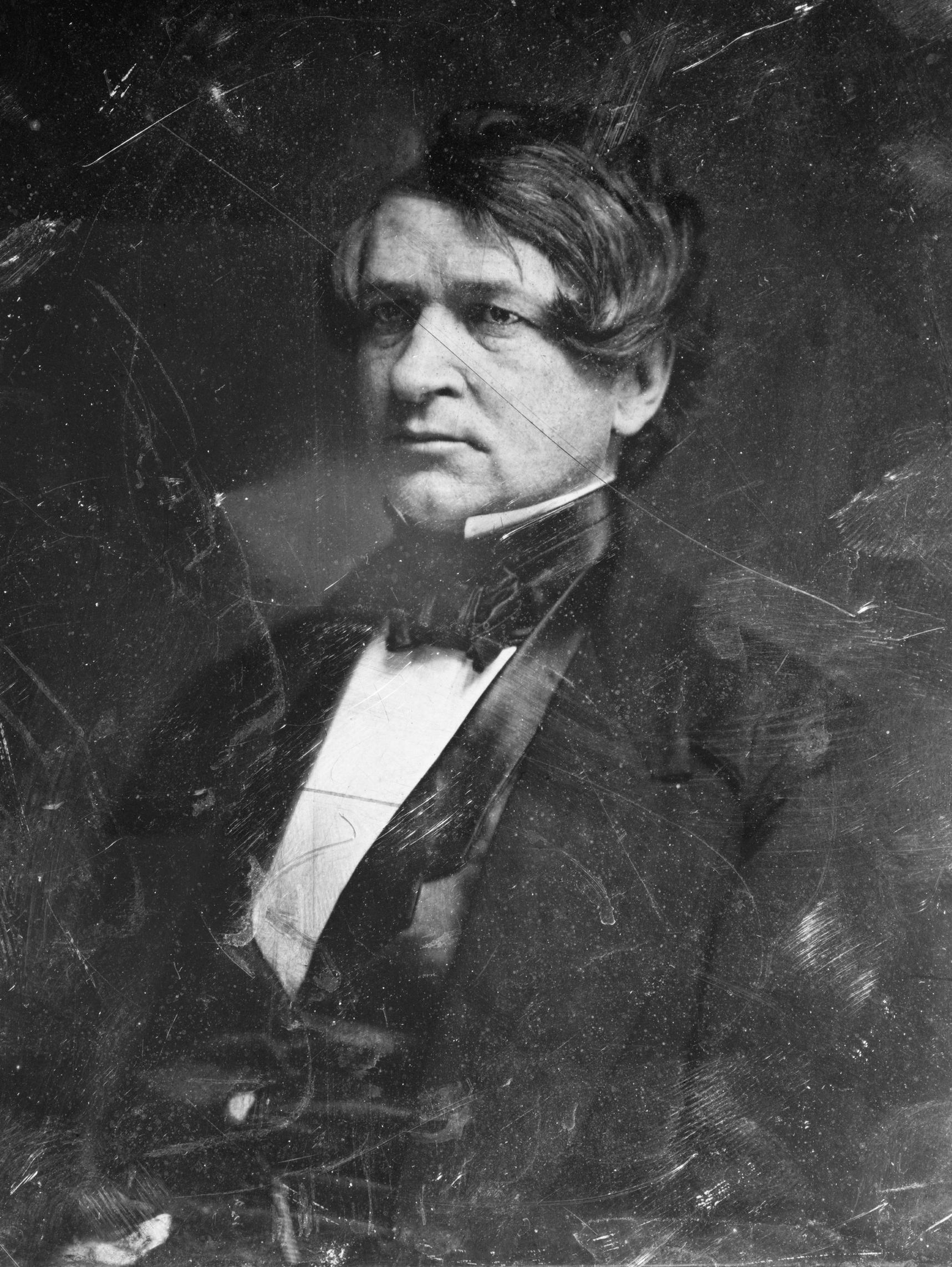
Cựu Thượng nghị sĩ William L. Dayton từ New Jersey

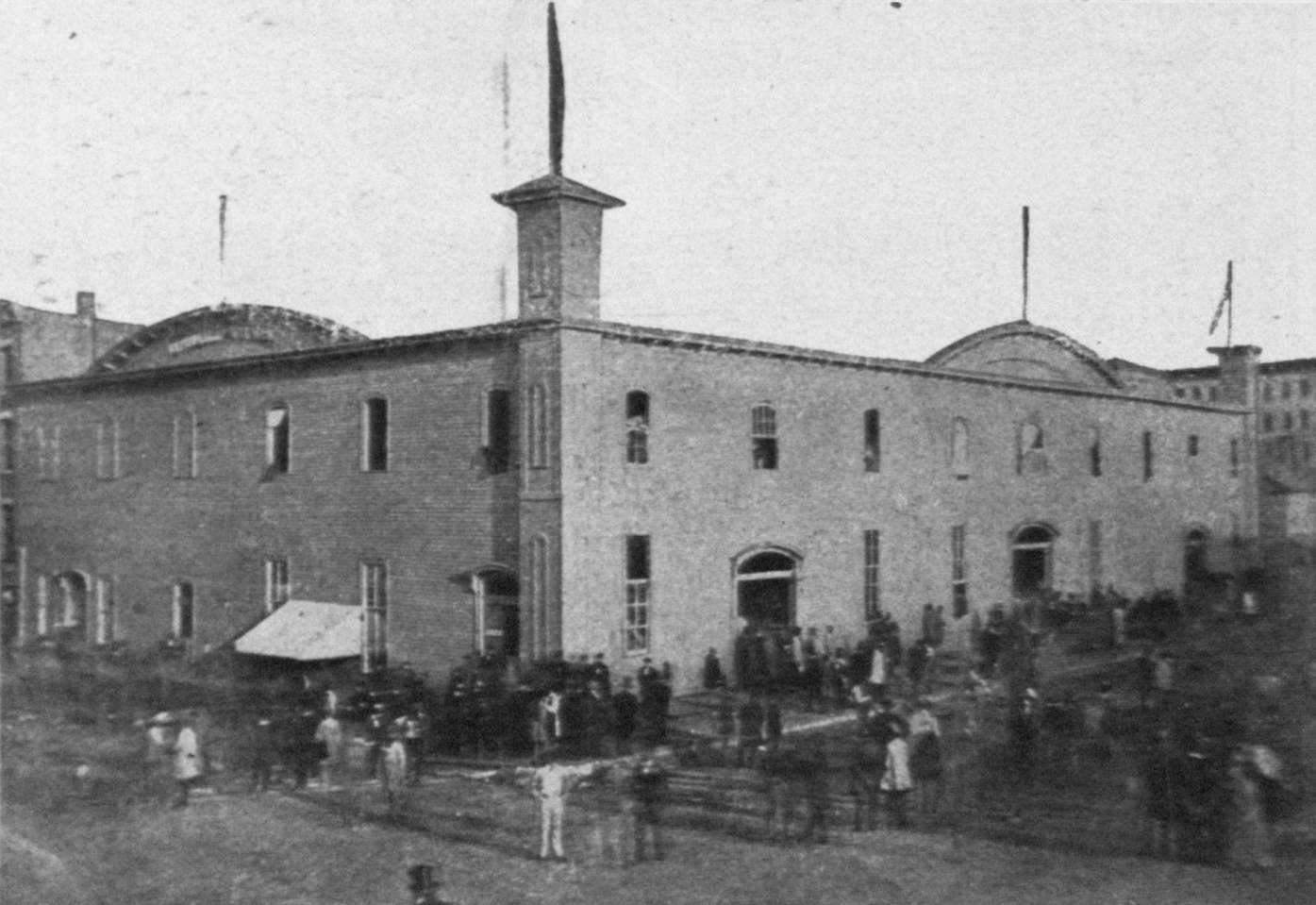
Chicago Wigwam, địa điểm tổ chức Đại hội Đảng Cộng hòa

Đại hội toàn quốc Đảng Cộng hòa họp vào giữa tháng 5 năm 1860 sau khi Đảng Dân chủ buộc phải hoãn đại hội của họ ở Charleston. Với việc đảng Dân chủ đang bị chia rẽ và họ có khả năng thắng tất cả các bang miền Bắc, đảng Cộng hòa cảm thấy tự tin khi triệu tập đại hội của họ ở Chicago. William H. Seward từ New York được coi là người dẫn đầu, tiếp theo là Salmon P. Chase từ Ohio và Edward Bates từ Missouri. Abraham Lincoln từ Illinois, ít được biết đến hơn, và được coi là không có cơ hội để chống lại Seward. Seward từng là Thống đốc và Thượng nghị sĩ từ New York và là một chính trị gia tài năng với gốc gác là đảng viên Whig. Ngoài ra còn có John C. Frémont, William L. Dayton, Cassius M. Clay và Benjamin Wade, những người có thể giành chiến thắng nếu đại hội bế tắc.
Tuy nhiên, khi đại hội tổ chức được nhiều ngày, nhiều nguồn tin tiết lộ rằng những người dẫn đầu như Seward, Chase và Bates đều có những phe phái vốn xa lánh với chính sách Đảng Cộng hòa. Seward (chắc chắn) là một người cấp tiến, và các bài phát biểu của ông về chế độ nô lệ dự đoán xung đột không thể tránh khỏi, điều này khiến các đại biểu ôn hòa kinh hãi. Ông cũng kiên quyết phản đối chủ nghĩa bản địa bài ngoại, điều này càng làm suy yếu vị thế của ông. Ông cũng bị từ chối ủng hộ bởi người bạn lâu năm và đồng minh chính trị Horace Greeley, chủ biên tờ New-York Tribune nổi tiếng.
Chase, một cựu đảng viên Dân chủ, đã bị phản đối bởi nhiều cựu đảng viên Whig do liên minh của ông với đảng Dân chủ vào cuối những năm 1840. Ông cũng phản đối các mức thuế do Pennsylvania yêu cầu và thậm chí còn bị phái đoàn của ông từ Ohio phản đối đề cử. Tuy nhiên, lập trường chống chế độ nô lệ kiên quyết của Chase đã khiến ông được những người Cộng hòa cấp tiến yêu thích. Nhưng những gì ông đưa ra trong chính sách của mình được cho là thiếu sức hút và sự nhạy bén.
Bates thực tế không phải là một ứng cử viên nhưng lại nhận được sự ủng hộ từ Horace Greeley, người đã tìm mọi cơ hội để đánh bại kẻ thù của ông là Seward. Lập trường của Bates về việc mở rộng chế độ nô lệ vào các vùng lãnh thổ và quyền bình đẳng theo hiến pháp cho tất cả công dân, những điều khiến những người ủng hộ ông ở các bang biên giới và phe bảo thủ miền Nam xa lánh, trong khi những người Mỹ gốc Đức trong đảng phản đối Bates vì mối quan hệ trong quá khứ của ông với đảng Nhất Vô Sở Tri.
Sau tất cả hỗn loạn từ các ứng cử viên dẫn đầu, Lincoln xuất hiện. Lincoln không phải là không nổi tiếng; ông đã trở nên nổi bật qua các cuộc tranh luận Lincoln-Douglas và đã từng đại diện cho Illinois tại Hạ viện. Ông đã lặng lẽ tham gia cuộc đua kể từ các cuộc tranh luận này vào năm 1858. Ông đã gây được sự chú ý lớn với bài phát biểu Cooper Union vào tháng 2 năm 1860, điều có thể đã giúp ông giành được đề cử. Ông vẫn chưa công bố ý định tranh cử trong bài phát biểu này, nhưng nó được đánh giá là một bài phát biểu tuyệt vời. Bài phát biểu được đưa ra tại bang quê hương của Seward và có sự tham dự của Greeley, Lincoln đã sử dụng nó để chứng tỏ rằng đảng Cộng hòa là một đảng của những người ôn hòa, không phải là những kẻ cuồng tín cuồng nhiệt, như những người miền Nam và đảng Dân chủ đã tuyên bố. Sau đó, Lincoln đã có nhiều yêu cầu để đưa ra các bài phát biểu giống như vậy.  Khi đại hội đến gần, Lincoln đã không vận động tích cực. Một tuần trước Đại hội toàn quốc, tại đại hội bang Illinois, chính trị gia trẻ tuổi Richard Oglesby đã bí mật tìm thấy một số hàng rào đường ray trong trang trại Hanks-Lincoln, nơi mà Lincoln có thể đã rời xa cha mẹ để tự lập từ khi còn trẻ và tiết lộ nó vào đại hội với tuyên bố Lincoln là "Ứng cử viên đường sắt" cho chức tổng thống. Lincoln nhận được sự hoan nghênh nhiệt liệt, vượt qua sự mong đợi của chính ông và các đồng minh chính trị của mình.  Những quản lý của chiến dịch tranh cử của Lincoln đã in và phân phát hàng nghìn vé tham dự đại hội giả cho những người ủng hộ Lincoln để đảm bảo sự hiện diện của đông đảo các cử tri nhằm thúc đẩy sự ủng hộ của họ với Lincoln.
Dẫu vậy, ngay cả với sự hỗ trợ lớn từ quê nhà, Lincoln vẫn phải đối mặt với một nhiệm vụ khó khăn nếu muốn giành được đề cử. Ông đặt mục tiêu đảm bảo rằng mình là sự lựa chọn thứ hai của hầu hết các đại biểu, vì cho rằng vòng bỏ phiếu đầu tiên tại đại hội khó có thể chọn ra người chiến thắng. Ông dự tính rằng đại hội sẽ diễn ra ở Chicago, nơi vốn dĩ rất quen thuộc với Lincoln tại Illinois. Ông cũng đảm bảo rằng tất cả đại biểu phái đoàn Illinois sẽ bỏ phiếu cho ông. Lincoln đã không đích thân tham dự đại hội và ghế đại biểu của ông được ông giao cho một số bạn bè thân thiết.
Vòng bỏ phiếu đầu tiên được dự đoán sẽ do Seward dẫn đầu, nhưng không phải là đa số, với Lincoln ở vị trí thứ hai. Vòng thứ hai loại bỏ hầu hết các ứng cử viên nhỏ, với các cử tri dần chuyển sang ủng hộ Seward hoặc Lincoln. Tuy nhiên, đại hội vẫn bế tắc. Một số đại biểu ủng hộ Lincoln đã vận động chính trị một cách khéo léo để thuyết phục các đại biểu từ bỏ ủng hộ Seward để ủng hộ Lincoln. Những gì có được từ Lincoln - một chính khách với lập trường ôn hòa về chế độ nô lệ, ủng hộ lâu dài đối với các vấn đề kinh tế, có nguồn gốc phương Tây và có khả năng hùng biện rất tốt - tất cả đều chính xác là những gì các đại biểu mong muốn ở một tổng thống. Trong vòng bỏ phiếu thứ ba vào ngày 18 tháng 5, Lincoln đã giành được đề cử tổng thống một cách áp đảo.  Thượng nghị sĩ Hannibal Hamlin từ Maine được đề cử làm phó tổng thống, đánh bại Cassius M. Clay. Hamlin đã rất ngạc nhiên trước chiến thắng của mình, nói rằng ông "rất ngạc nhiên" và ông thực tế "không mong đợi cũng không mong muốn chiến thắng này." 
Chính sách của đảng  cam kết sẽ không can thiệp vào chế độ nô lệ ở các bang, nhưng phản đối sự mở rộng chế độ nô lệ ở các vùng lãnh thổ mới. Chính sách này cũng hứa hẹn bảo vệ ngành công nghiệp và người lao động, đồng thời thông qua Đạo luật Homestead nhằm cấp đất nông nghiệp miễn phí ở miền Tây cho những người định cư mới và tài trợ cho tuyến đường sắt xuyên lục địa. Chính sách này không đề cập đến chủ nghĩa Mặc Môn (vốn bị lên án trong chính sách năm 1856 của Đảng), Đạo luật nô lệ chạy trốn, luật tự do cá nhân, hoặc phán quyết ở vụ Dred Scott. Dù lực lượng ủng hộ Seward thất vọng trước chiến thắng của một người mới nổi ở miền Tây ít được biết đến nhưng họ sau cùng đã ủng hộ Lincoln, trong khi những người theo chủ nghĩa bãi nô tức giận trước việc đề cử một người ôn hòa và ít tin tưởng vào Lincoln.

### Đề cử của Đảng Dân chủ (miền Bắc)
| Đề cử của Đảng Dân chủ năm 1860               | Đề cử của Đảng Dân chủ năm 1860      |
| Stephen A. Douglas                            | Herschel V. Johnson                  |
| --------------------------------------------- | ------------------------------------ |
| cho Tổng thống                                | cho Phó Tổng thống                   |
|                                               |                                      |
| Thượng nghị sĩ Hoa Kỳ từ Illinois (1847–1861) | Thống đốc Georgia thứ 41 (1853–1857) |

Các ứng cử viên Đảng Dân chủ miền Bắc:
- Stephen Douglas, Thượng nghị sĩ từ Illinois
- James Guthrie, cựu Bộ trưởng Bộ Ngân khố từ Kentucky
- Robert Mercer Taliaferro Hunter, Thượng nghị sĩ từ Virginia
- Joseph Lane, Thượng nghị sĩ từ Oregon
- Daniel S. Dickinson, cựu Thượng nghị sĩ từ New York
- Andrew Johnson, Thượng nghị sĩ từ Tennessee

### Thư viện ảnh các ứng cử viên Đảng Dân chủ

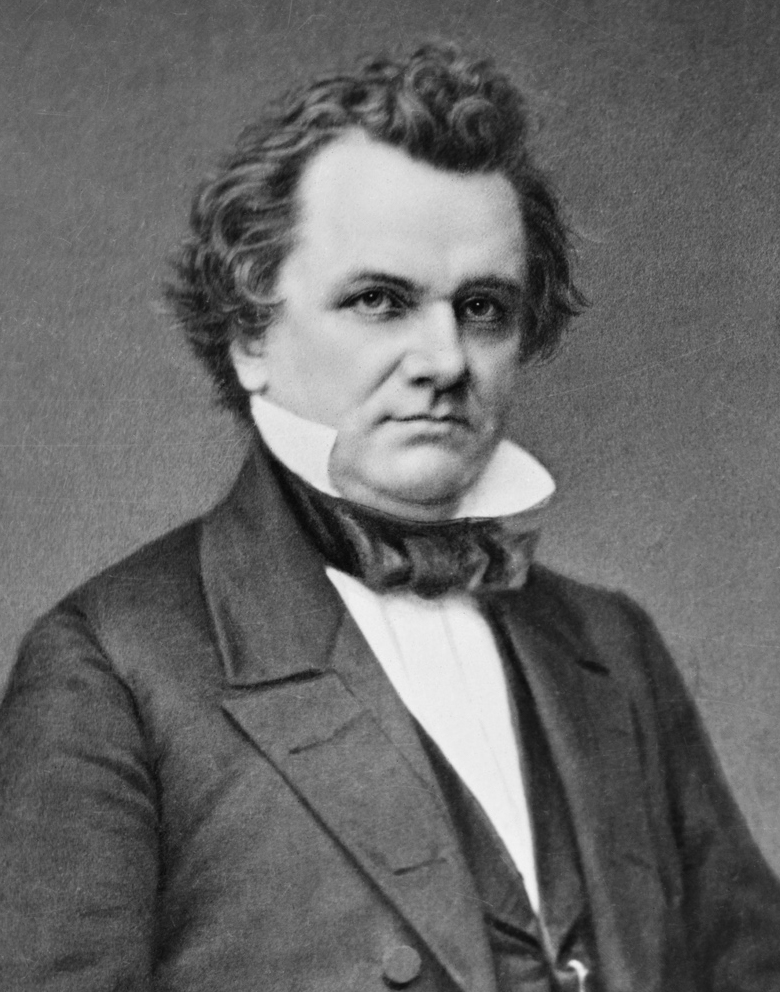
Thượng nghị sĩ Stephen A. Douglas từ Illinois
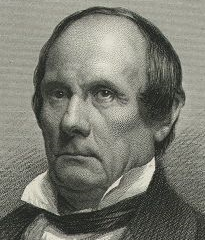
Cựu Bộ trưởng Ngân khố James Guthrie
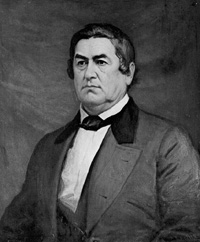
Thượng nghị sĩ Robert MT Hunter từ Virginia
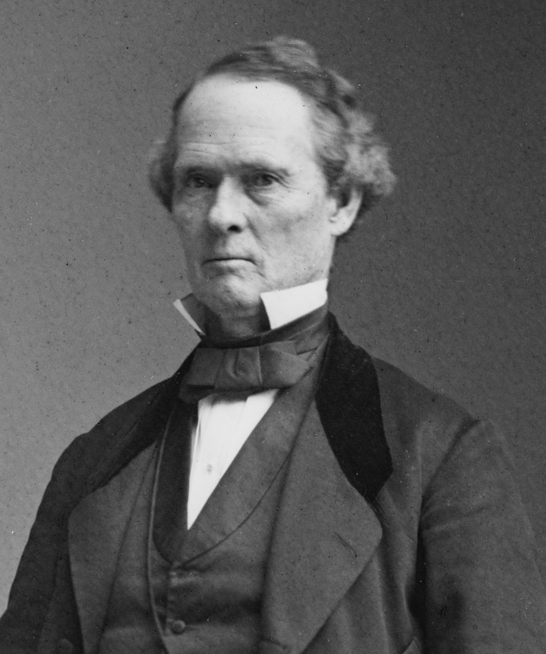
Thượng nghị sĩ Joseph Lane từ Oregon
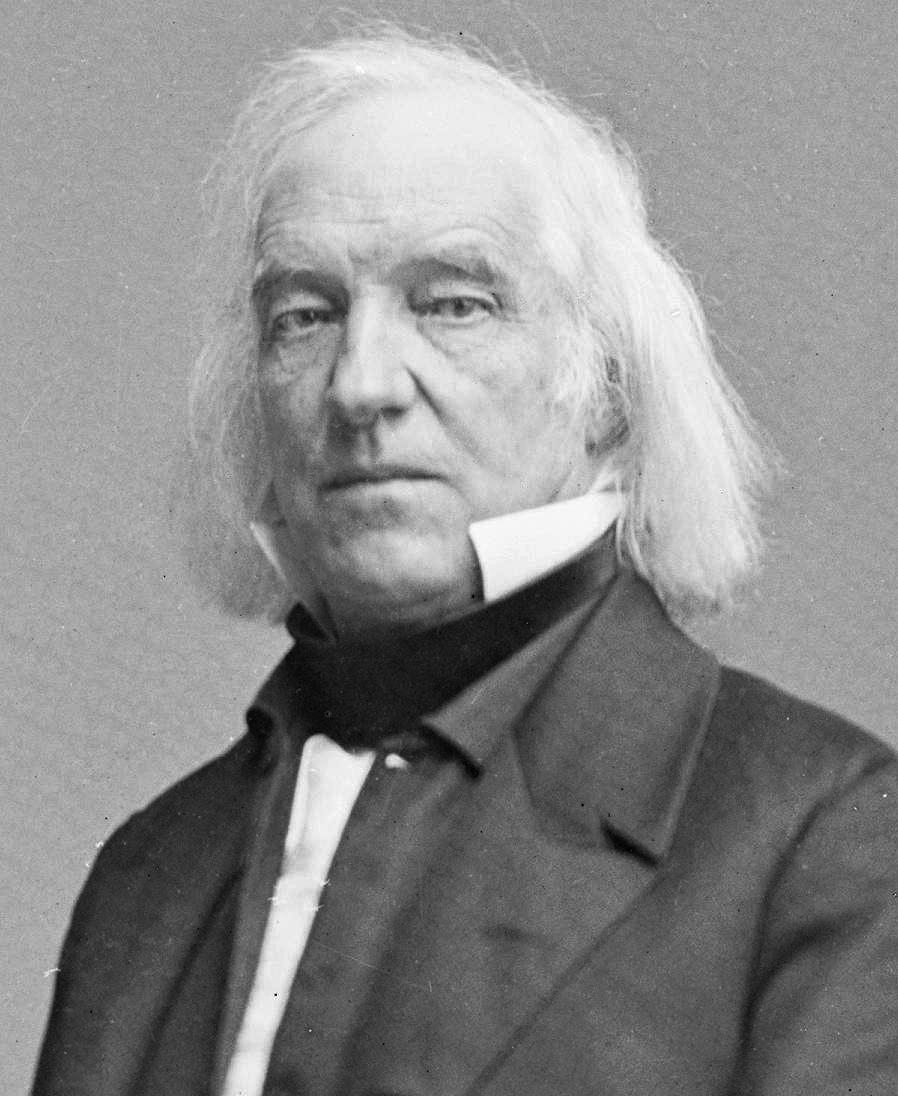
Cựu Thượng nghị sĩ Daniel S. Dickinson từ New York
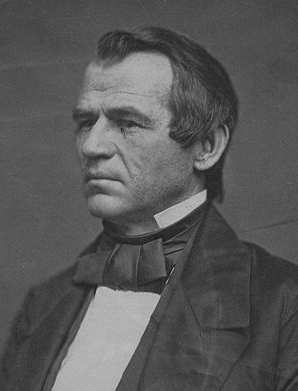
Thượng nghị sĩ Andrew Johnson từ Tennessee

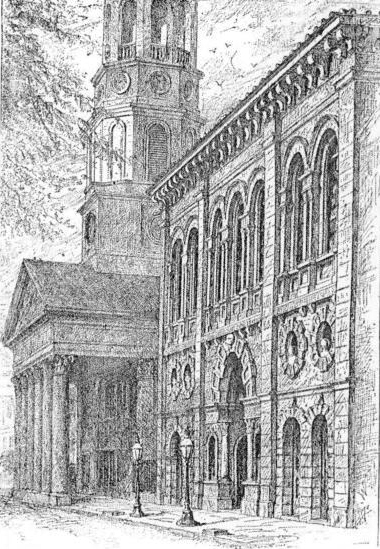
Viện Nam Carolina nằm ở Charleston. Viện đã đăng cai tổ chức Đại hội toàn quốc Đảng Dân chủ và Đại hội Ly khai tháng 12 năm 1860.

Tại Đại hội toàn quốc Đảng Dân chủ được tổ chức tại Viện Hall ở Charleston, Nam Carolina, vào tháng 4 năm 1860, 50 đảng viên Dân chủ miền Nam tuyên bố tranh cử, dẫn đầu bởi William Lowndes Yancey, người ủng hộ chế độ nô lệ cực đoan, cùng toàn bộ phái đoàn Alabama, Florida, Georgia, Louisiana, Mississippi, Nam Carolina và Texas, ba trong số bốn đại biểu từ Arkansas, và một trong ba đại biểu từ Delaware.

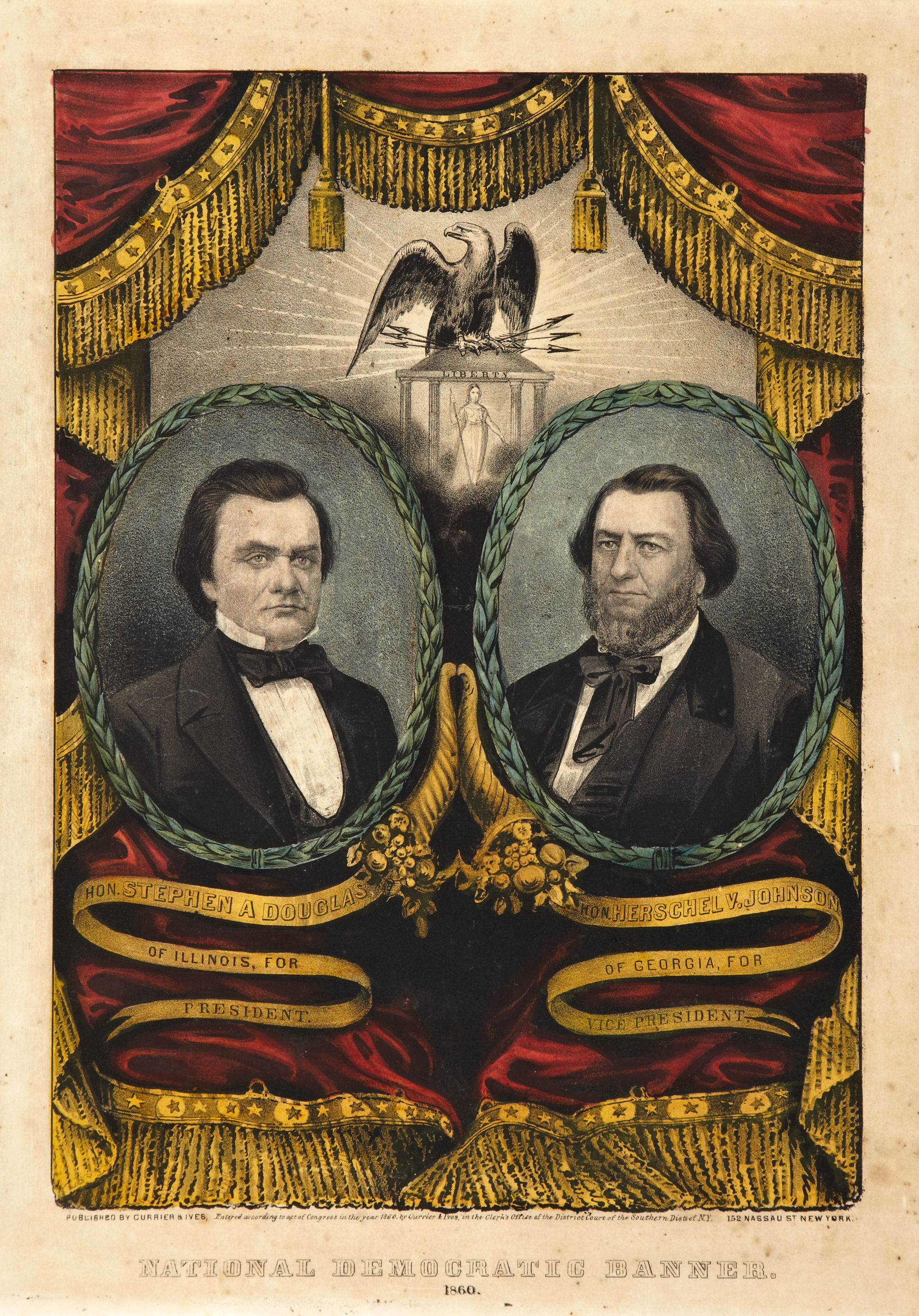
Áp phích chiến dịch của Douglas / Johnson

Sáu ứng cử viên đã được giới thiệu gồm Stephen A. Douglas từ Illinois, James Guthrie từ Kentucky, Robert Mercer Taliaferro Hunter từ Virginia, Joseph Lane từ Oregon, Daniel S. Dickinson từ New York và Andrew Johnson từ Tennessee, trong khi ba ứng cử viên khác, Isaac Toucey từ Connecticut, James Pearce từ Maryland, và Jefferson Davis từ Mississippi (Tổng thống tương lai của Liên minh miền Nam ly khai) cũng nhận được phiếu bầu.
Douglas, một người ôn hòa về vấn đề nô lệ, người ủng hộ "quyền làm chủ của số đông", đã dẫn trước trong lần bỏ phiếu đầu tiên, nhưng thiếu 56½ phiếu để đảm bảo được đề cử. Trong lần bỏ phiếu thứ 57, Douglas vẫn dẫn trước, nhưng thiếu 51½ phiếu để được đề cử, các đại biểu lúc này đã quá bế tắc và tuyệt vọng nên đã đồng ý vào ngày 3 tháng 5 để ngừng bỏ phiếu và hoãn đại hội.
Trong khi đảng Dân chủ triệu tập lại tại Nhà hát Front Street ở Baltimore, Maryland, vào ngày 18 tháng 6, 110 đại biểu miền Nam đã tẩy chay đại hội hoặc bỏ đi sau khi đại hội thông báo rằng họ sẽ không thông qua một nghị quyết ủng hộ việc ép các lãnh thổ theo chế độ nô lệ nếu như đa số cư dân của họ không mong muốn như vậy.
Trong khi một số người coi Horatio Seymour là một ứng cử viên thỏa hiệp để đề cử của Đảng Dân chủ tại đại hội lần 2 triệu tập ở Baltimore, Seymour đã viết một bức thư cho biên tập viên của tờ báo địa phương của ông ấy tuyên bố một cách không chắc chắn rằng ông không phải là ứng cử viên cho một trong hai vị trí cần đề cử. Sau hai lần bỏ phiếu, tức sau tổng cộng 59 lần bỏ phiếu qua 2 đại hội, các đảng viên Dân chủ còn lại đã đề cử Stephen A. Douglas từ Illinois làm tổng thống. Cuộc bầu cử giờ đây sẽ khiến Lincoln chống lại đối thủ chính trị lâu năm của ông, người mà Lincoln đã thua trong cuộc đua vào thượng viện Illinois chỉ hai năm trước đó. Hai ứng cử viên đến từ Illinois đã cho thấy tầm quan trọng của miền Tây trong cuộc bầu cử. 
Benjamin Fitzpatrick từ Alabama đã được đề cử cho vị trí phó tổng thống nhưng ông ấy đã từ chối ứng cử. Sau khi đại hội kết thúc mà không có ứng cử viên phó tổng thống nào, Douglas đề cử Herschel V. Johnson từ Georgia cho vị trí này và Johnson sau đó đã chấp nhận.

### Đề cử của Đảng Dân chủ miền Nam
| Đề cử của Đảng Dân chủ miền Nam năm 1860 | Đề cử của Đảng Dân chủ miền Nam năm 1860    |
| John C. Breckinridge                     | Joseph Lane                                 |
| ---------------------------------------- | ------------------------------------------- |
| cho Tổng thống                           | cho Phó Tổng thống                          |
|                                          |                                             |
| Phó Tổng thống Hoa Kỳ thứ 14 (1857–1861) | Thượng nghị sĩ Hoa Kỳ từ Oregon (1859–1861) |

Các ứng cử viên Đảng Dân chủ miền Nam:
- John C. Breckinridge, Phó Tổng thống Hoa Kỳ
- Daniel S. Dickinson, cựu Thượng nghị sĩ từ New York
- Robert Mercer Taliaferro Hunter, Thượng nghị sĩ từ Virginia
- Joseph Lane, Thượng nghị sĩ từ Oregon
- Jefferson Davis, Thượng nghị sĩ từ Mississippi

### Thư viện ảnh các ứng cử viên Đảng Dân chủ miền Nam

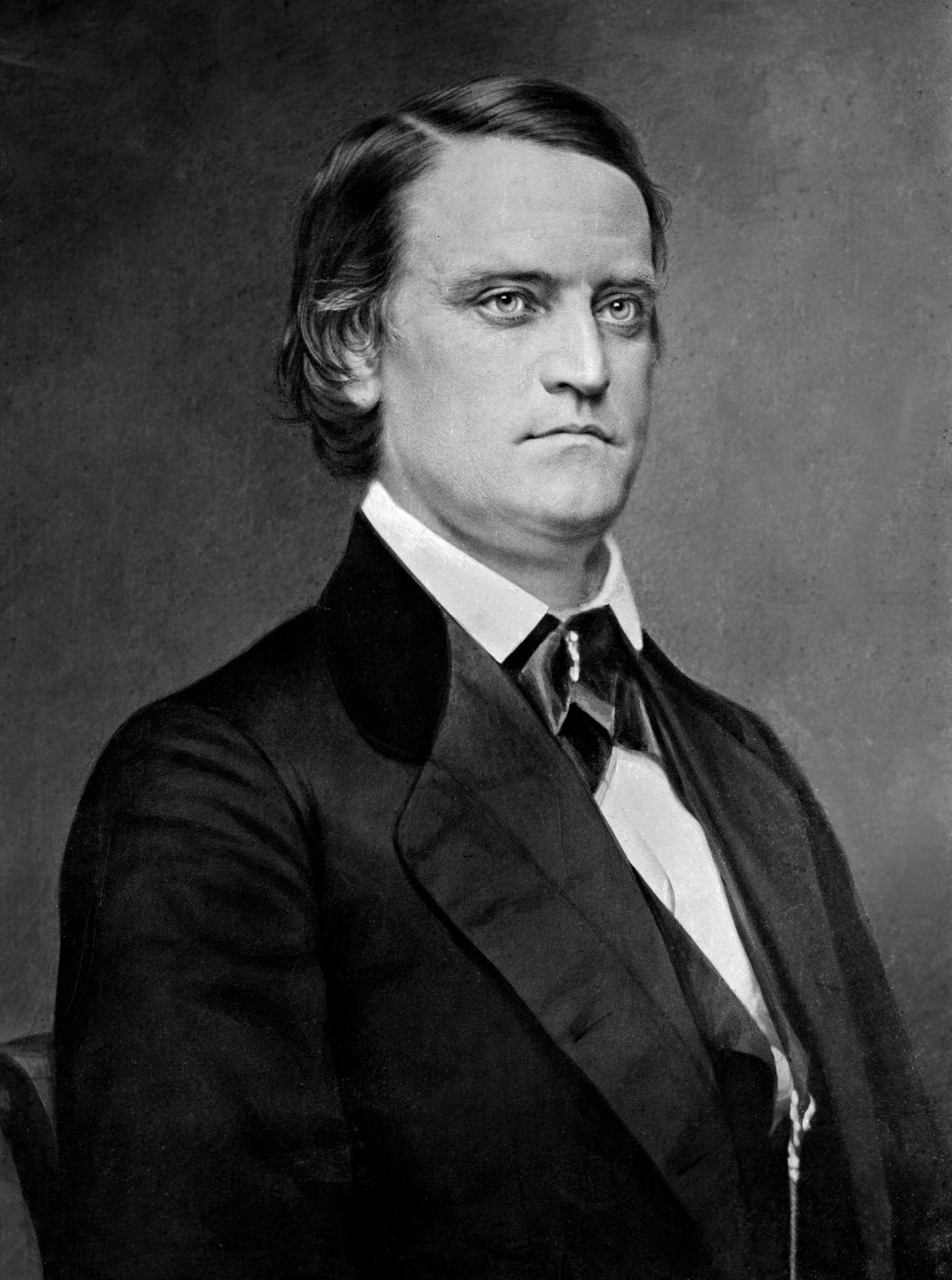
Phó Tổng thống John C. Breckinridge
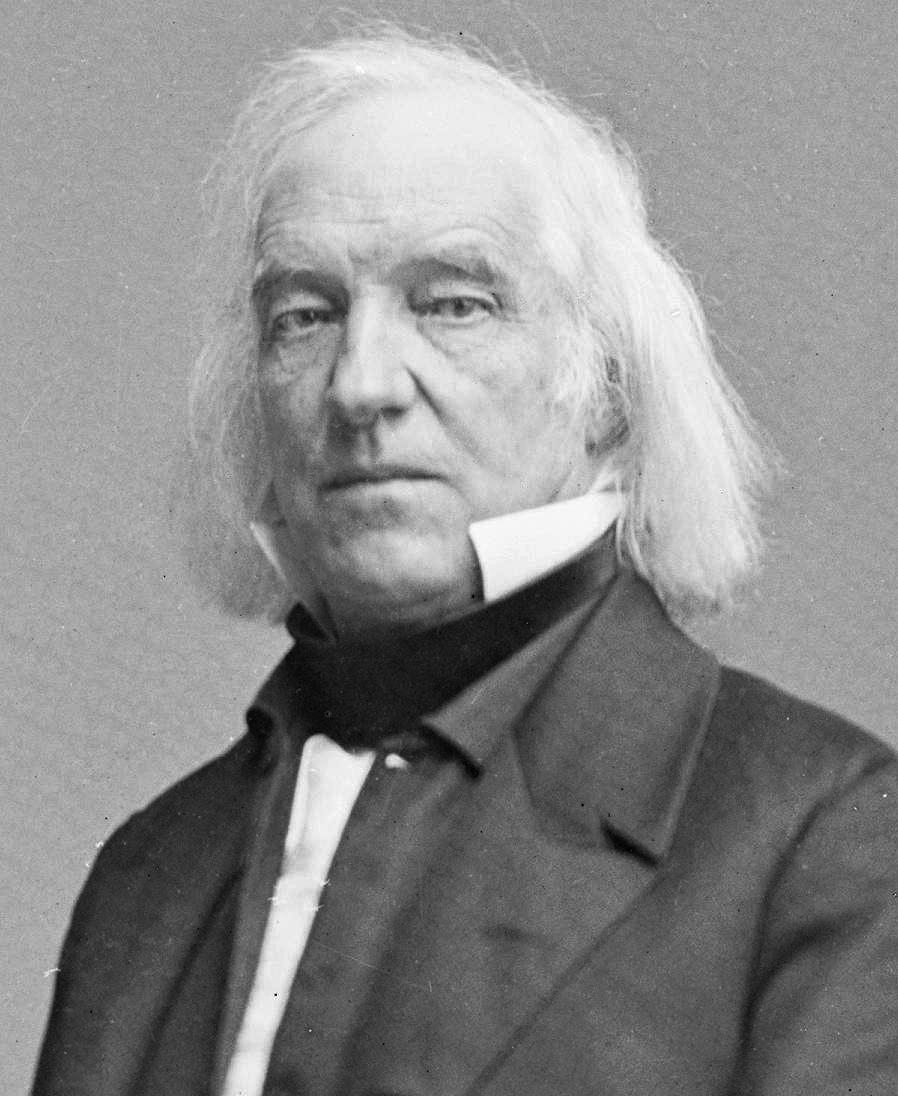
Cựu Thượng nghị sĩ Daniel S. Dickinson từ New York
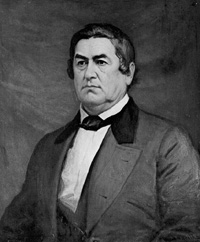
Thượng nghị sĩ Robert M. T. Hunter từ Virginia (Từ chối ứng cử)
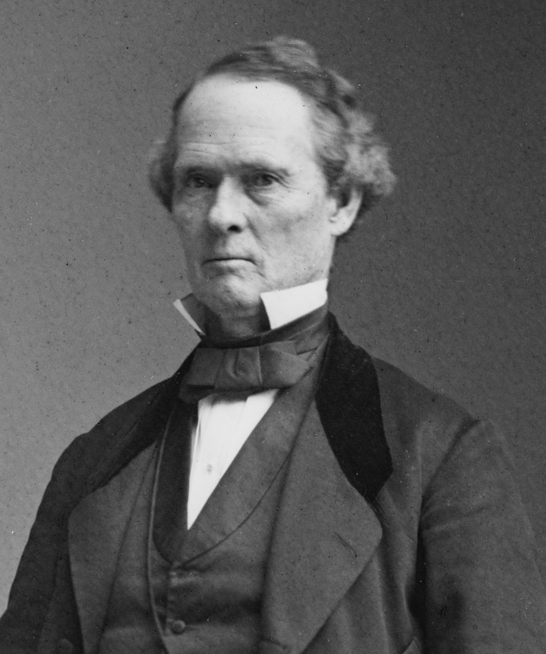
Thượng nghị sĩ Joseph Lane từ Oregon (Từ chối ứng cử)
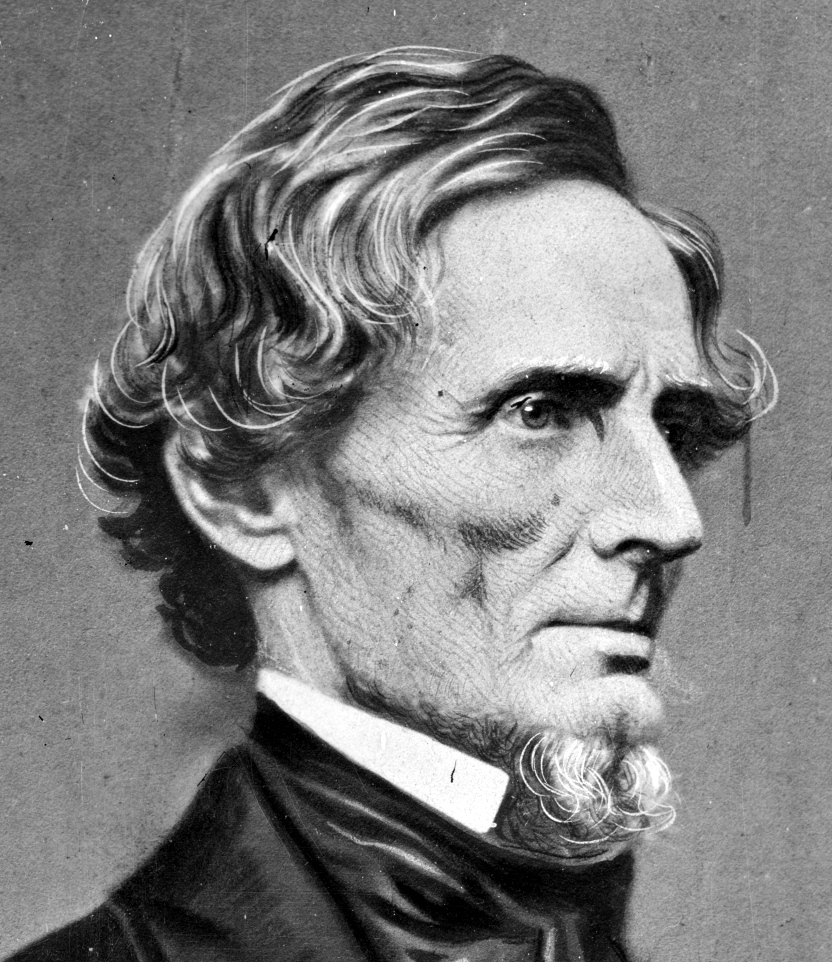
Thượng nghị sĩ Jefferson Davis từ Mississippi (Từ chối ứng cử)

Các đại biểu rời đại hội tại Charleston đã tập hợp ở Richmond, Virginia vào ngày 11 tháng 6. Khi đảng Dân chủ tập hợp lại ở Baltimore, họ cũng tham gia (ngoại trừ Nam Carolina và Florida, những bang kiên quyết ở lại Richmond).
Khi đại hội có hai phái đoàn thay thế họ vào ngày 18 tháng 6, họ lại rời bỏ hoặc tẩy chay đại hội cùng với gần như tất cả các đại biểu miền Nam khác, kể cả chủ tịch Đại hội Caleb Cushing, một người New England và là cựu thành viên nội các của Franklin Pierce .
Nhóm người này đã họp ngay lập tức tại Hội trường Hall ở Baltimore, với Cushing một lần nữa chủ trì đại hội. Họ đã thông qua chính sách ủng hộ chế độ nô lệ vốn bị lên án tại Charleston, và đề cử Phó Tổng thống John C. Breckinridge cho chức vụ tổng thống, và Thượng nghị sĩ Joseph Lane từ Oregon cho chức vụ phó tổng thống.
Yancey và một số (ít hơn một nửa) người ủng hộ - gần như hoàn toàn đến từ vùng Thâm Nam - đã gặp nhau vào ngày 28 tháng 6 tại Richmond, cùng với các phái đoàn Nam Carolina và Florida, tại một đại hội khác và cũng đề cử Breckinridge và Lane.
Bên cạnh các Đảng Dân chủ ở các bang miền Nam, đề cử Breckinridge/Lane cũng được hỗ trợ bởi chính quyền Buchanan. Uy tín của Buchanan ở bang Pennsylvania, quê hương của ông đã đảm bảo rằng Breckinridge sẽ là ứng cử viên chính của đảng Dân chủ ở bang đông dân này. Breckinridge là phó tổng thống đương nhiệm cuối cùng được đề cử làm tổng thống cho đến năm 1960, khi Richard Nixon được đề cử.

### Đề cử của Đảng Liên minh Hiến pháp
| Đề cử của Đảng Liên minh Hiến pháp năm 1860        | Đề cử của Đảng Liên minh Hiến pháp năm 1860            |
| John Bell                                          | Edward Everett                                         |
| -------------------------------------------------- | ------------------------------------------------------ |
| cho Tổng thống                                     | cho Phó Tổng thống                                     |
|                                                    |                                                        |
| Cựu Thượng nghị sĩ Hoa Kỳ từ Tennessee (1847–1859) | Cựu Thượng nghị sĩ Hoa Kỳ từ Massachusetts (1853–1854) |
|                                                    |                                                        |

Các ứng cử viên của Đảng Liên minh Lập hiến:
- John Bell, cựu Thượng nghị sĩ từ Tennessee
- Sam Houston, Thống đốc Texas
- John J. Crittenden, Thượng nghị sĩ từ Kentucky
- Edward Everett, cựu Thượng nghị sĩ từ Massachusetts
- William A. Graham, cựu Thượng nghị sĩ từ Bắc Carolina
- William C. Rives, cựu Thượng nghị sĩ từ Virginia

### Thư viện ảnh các ứng cử viên Đảng Liên minh Lập hiến

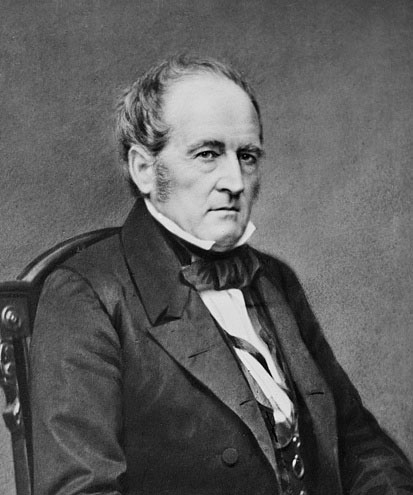
Cựu Thượng nghị sĩ John Bell từ Tennessee
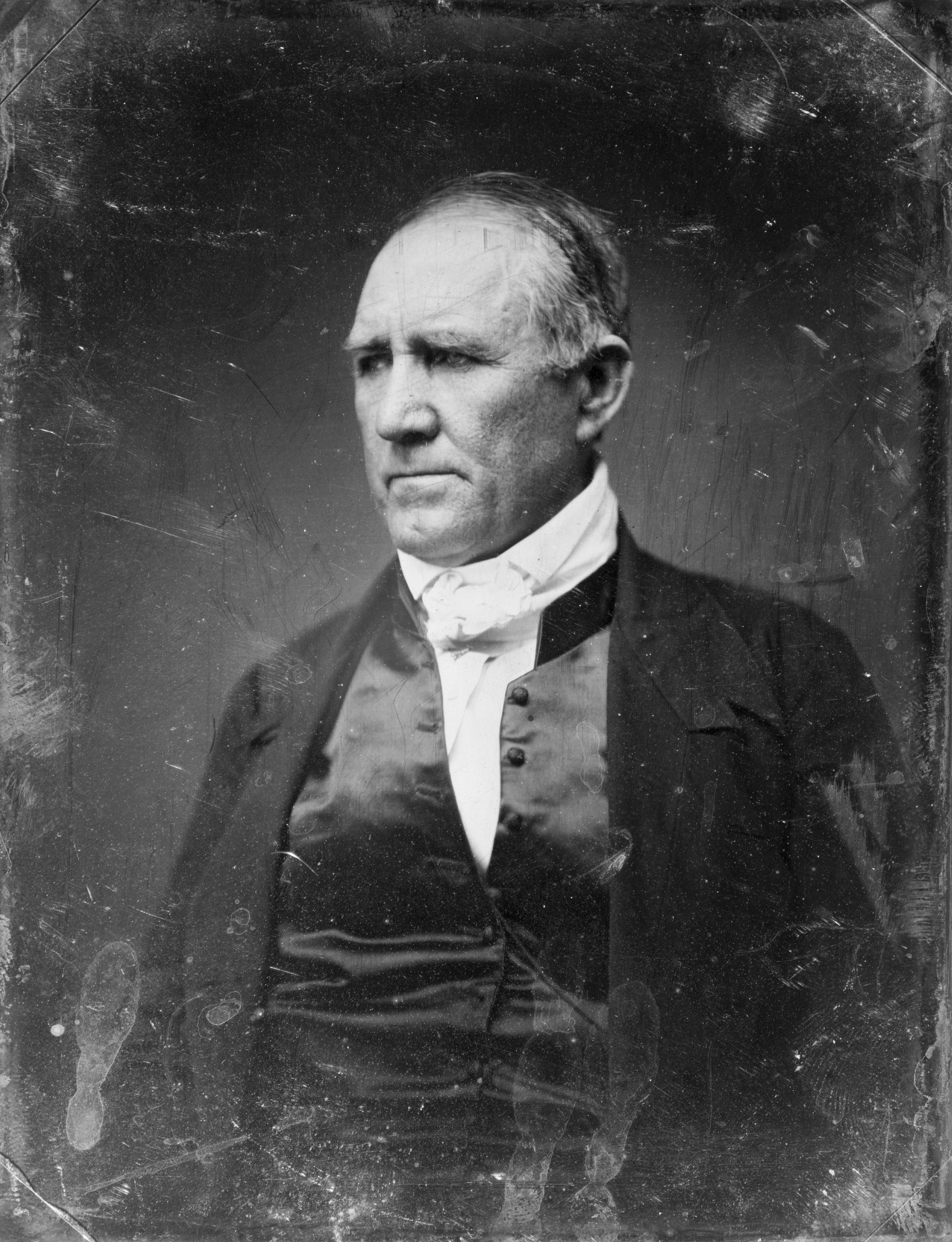
Thống đốc Sam Houston từ Texas
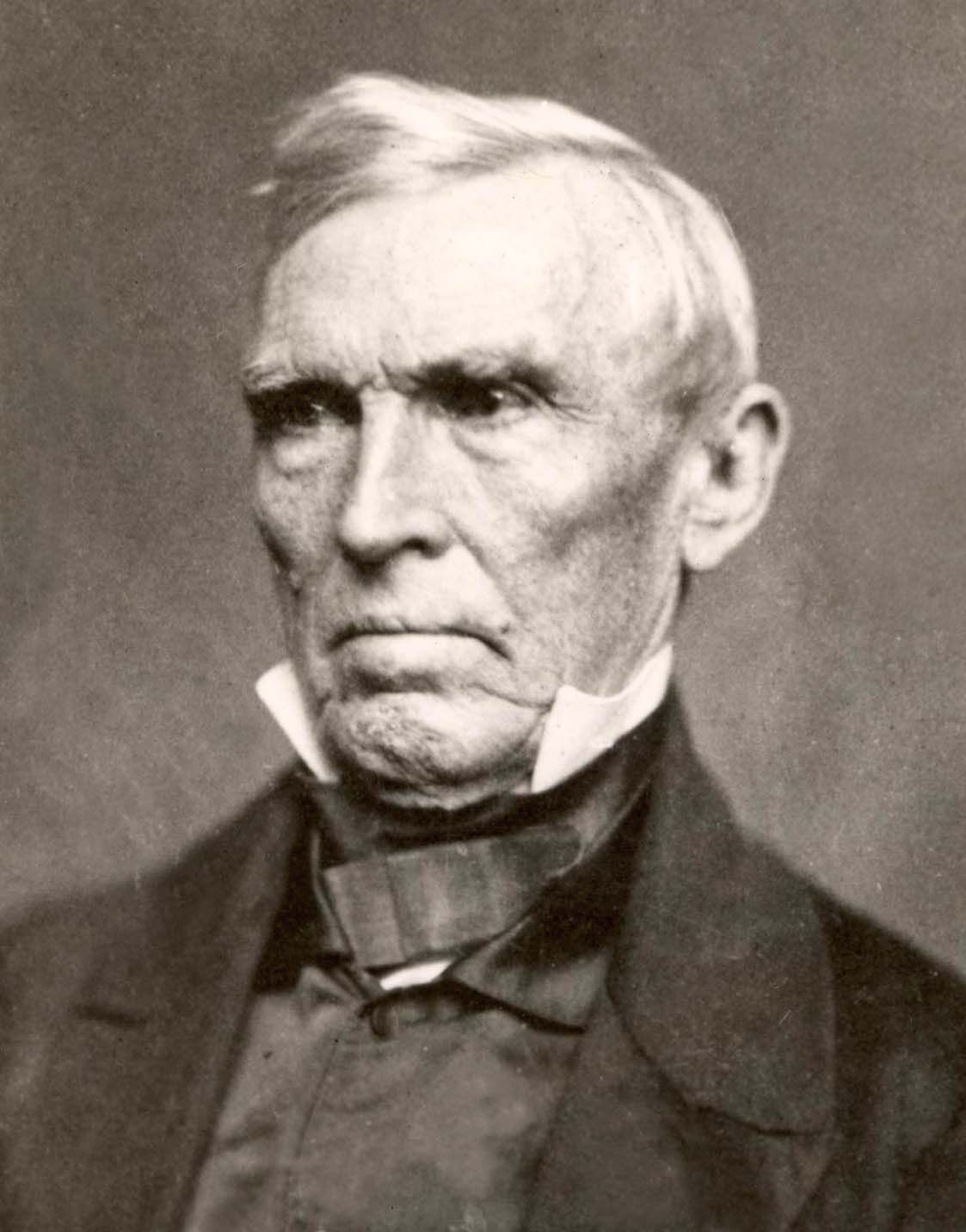
Thượng nghị sĩ John J. Crittenden từ Kentucky
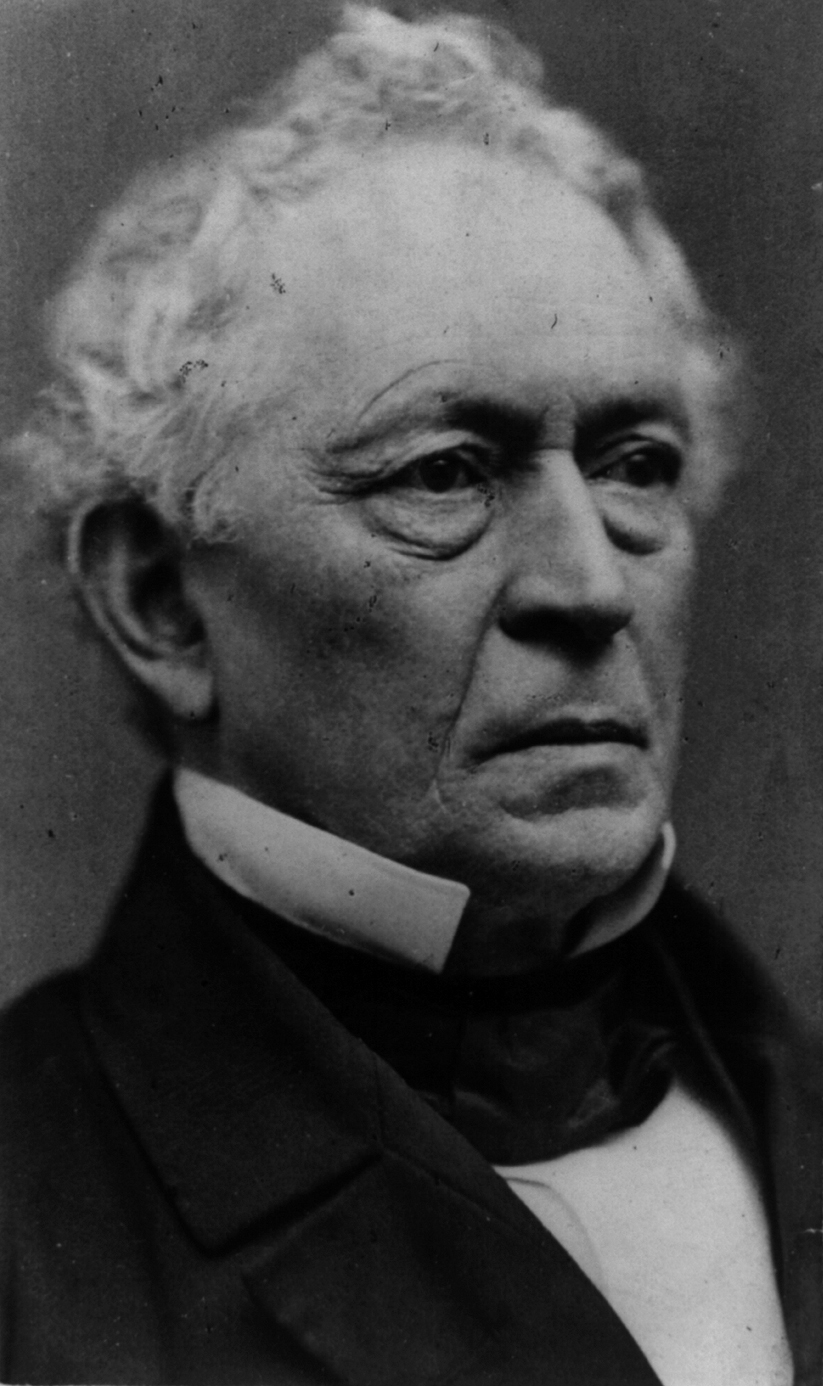
Cựu Thượng nghị sĩ Edward Everett từ Massachusetts
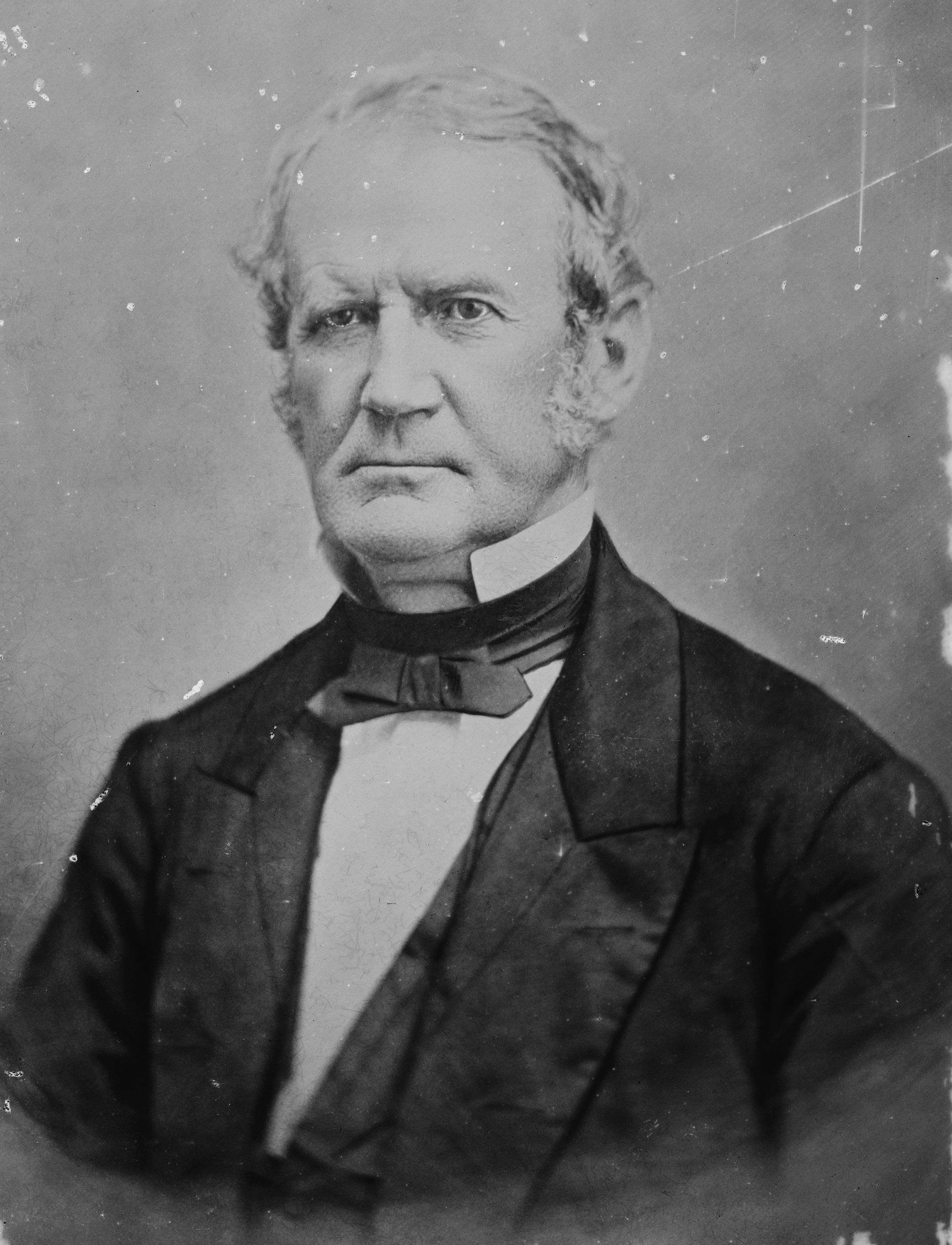
Cựu Thượng nghị sĩ William A. Graham từ Bắc Carolina
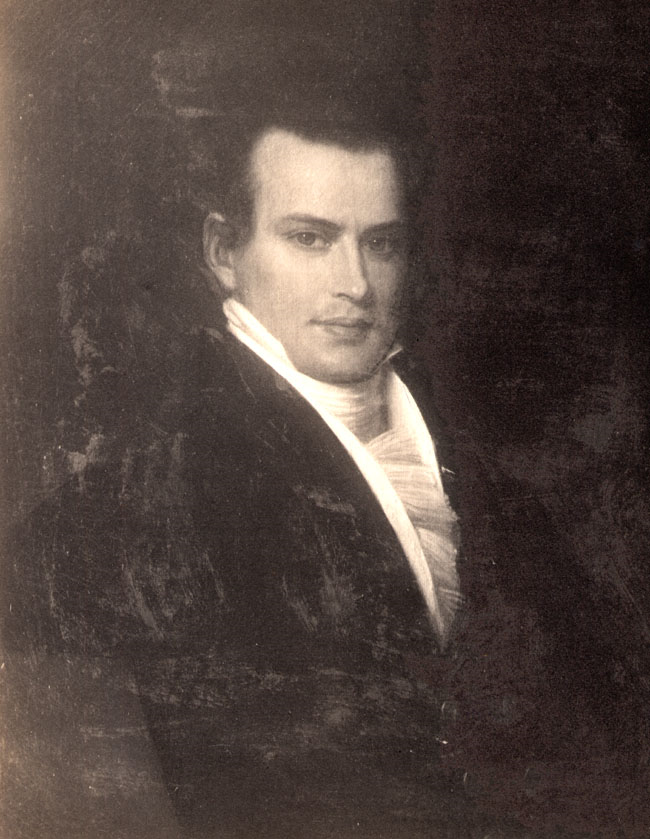
Cựu Thượng nghị sĩ William C. Rives từ Virginia

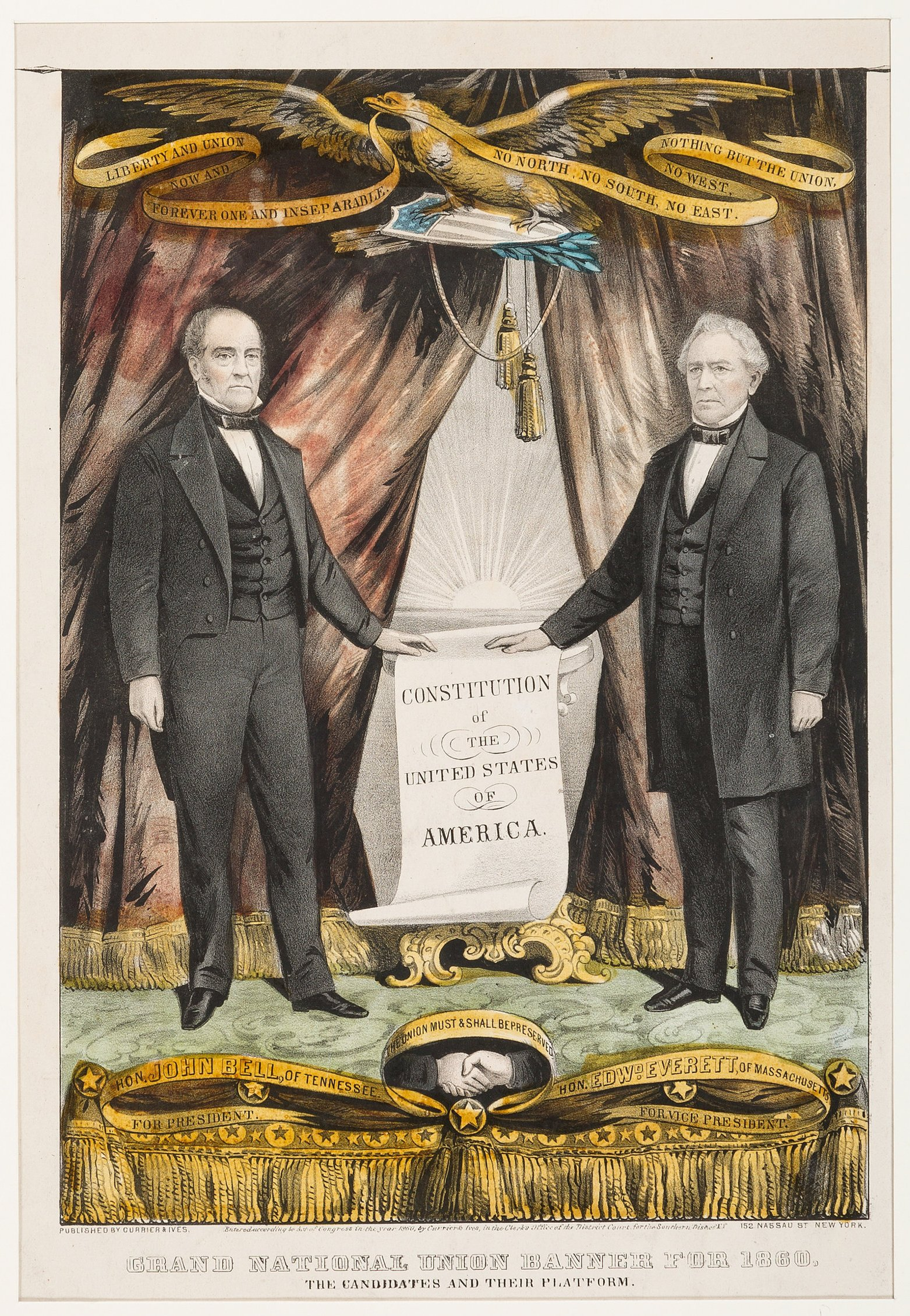
Một áp phích chiến dịch của Liên minh Hiến pháp, năm 1860, miêu tả John Bell và Edward Everett, lần lượt là các ứng cử viên cho chức tổng thống và phó tổng thống. Sau khi Lincoln được nhậm chức và được triệu tập dân quân, Bell đã ủng hộ việc ly khai Tennessee. Năm 1863, Everett dành riêng cho nghĩa trang mới tại Gettysburg.

Đảng Liên minh Hiến pháp được thành lập bởi tàn dư của Đảng Nhất Vô Sở Tri và Đảng Whig vốn không muốn gia nhập Đảng Cộng hòa hoặc Đảng Dân chủ. Các thành viên mới của đảng hy vọng ngăn chặn sự ly khai của miền Nam bằng cách bỏ ngỏ vấn đề nô lệ.  Họ gặp nhau tại Tòa án Quận Eastside của Baltimore và đề cử John Bell từ Tennessee làm tổng thống thay cho Thống đốc Sam Houston của Texas trong lần bỏ phiếu thứ hai. Edward Everett được đề cử làm phó tổng thống tại đại hội ngày 9 tháng 5 năm 1860, trước Lincoln một tuần.
John Bell trước đây là đảng viên Whig, người đã phản đối Đạo luật Kansas – Nebraska và Hiến pháp Lecompton . Edward Everett từng là chủ tịch Đại học Harvard và Ngoại trưởng trong chính quyền Millard Fillmore. Chính sách của đảng đã chủ trương thỏa hiệp để cứu lấy Liên bang với khẩu hiệu “Liên bang như nó vốn có, và Hiến pháp như nó vốn có”.

### Đề cử của Đảng Tự do (Liên minh)
Các ứng cử viên của Đảng Tự do (Liên minh):
- Gerrit Smith, cựu Hạ nghị sĩ từ New York

### Thư viện ảnh các ứng cử viên Đảng Tự do

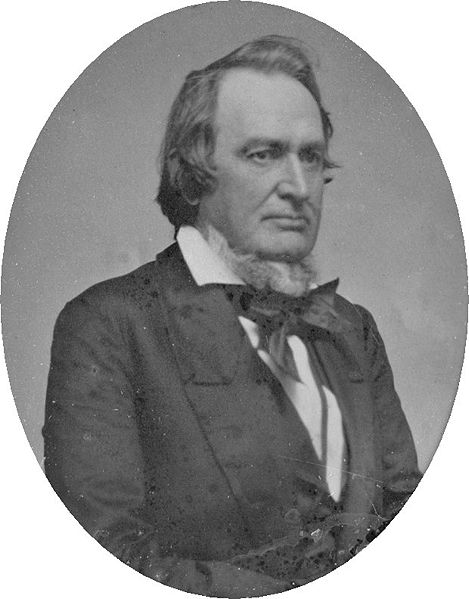
Cựu Hạ nghị sĩ Gerrit Smith từ New York

Đến năm 1860, rất ít đảng viên còn lại của Đảng Tự do, sau khi hầu hết họ đã rời đảng để gia nhập Đảng Đất tự do vào năm 1848 và gần như tất cả những gì còn lại của đảng này đều gia nhập Đảng Cộng hòa vào năm 1854. Phần đảng cuối cùng còn lại được gọi là Những người theo chủ nghĩa bãi nô cấp tiến. Một trăm đại biểu họp tại Hội trường Công ước, Syracuse, New York, vào ngày 29 tháng 8 năm 1860 đến từ New York, Pennsylvania, New Jersey, Michigan, Illinois, Ohio, Kentucky và Massachusetts. Một số đại biểu là phụ nữ.
Gerrit Smith, một người theo chủ nghĩa bãi nô nổi tiếng và là ứng cử viên tổng thống năm 1848 của Đảng Tự do ban đầu, đã gửi một lá thư, trong đó ông nói rằng sức khỏe của mình kém đến mức ông đã không thể rời xa nhà kể từ năm 1858. Tuy nhiên, ông vẫn nổi tiếng trong đảng vì ông đã giúp truyền cảm hứng cho một số người ủng hộ John Brown tại cuộc đột kích của Brown vào bến phà Harpers. Trong lá thư của mình, Smith đã quyên góp 50 đô la để trả tiền in phiếu bầu ở các tiểu bang khác nhau.
Đã có một cuộc cạnh tranh khá sôi nổi giữa những người bạn của Gerrit Smith và William Goodell về người được đề cử. Bất chấp tình trạng sức khỏe kém, Gerrit Smith được đề cử làm tổng thống và Samuel McFarland từ Pennsylvania được đề cử cho vị trí phó tổng thống.
Ở Ohio, Illinois và Indiana, các đại biểu tổng thống đã cam kết với Smith và McFarland tranh cử với tên Đảng Liên minh. Họ đã nhận được tổng cộng 176 phiếu bầu trong cuộc tổng tuyển cử, chiếm 0,004% tổng số.

### Đề cử của Đảng Nhân dân

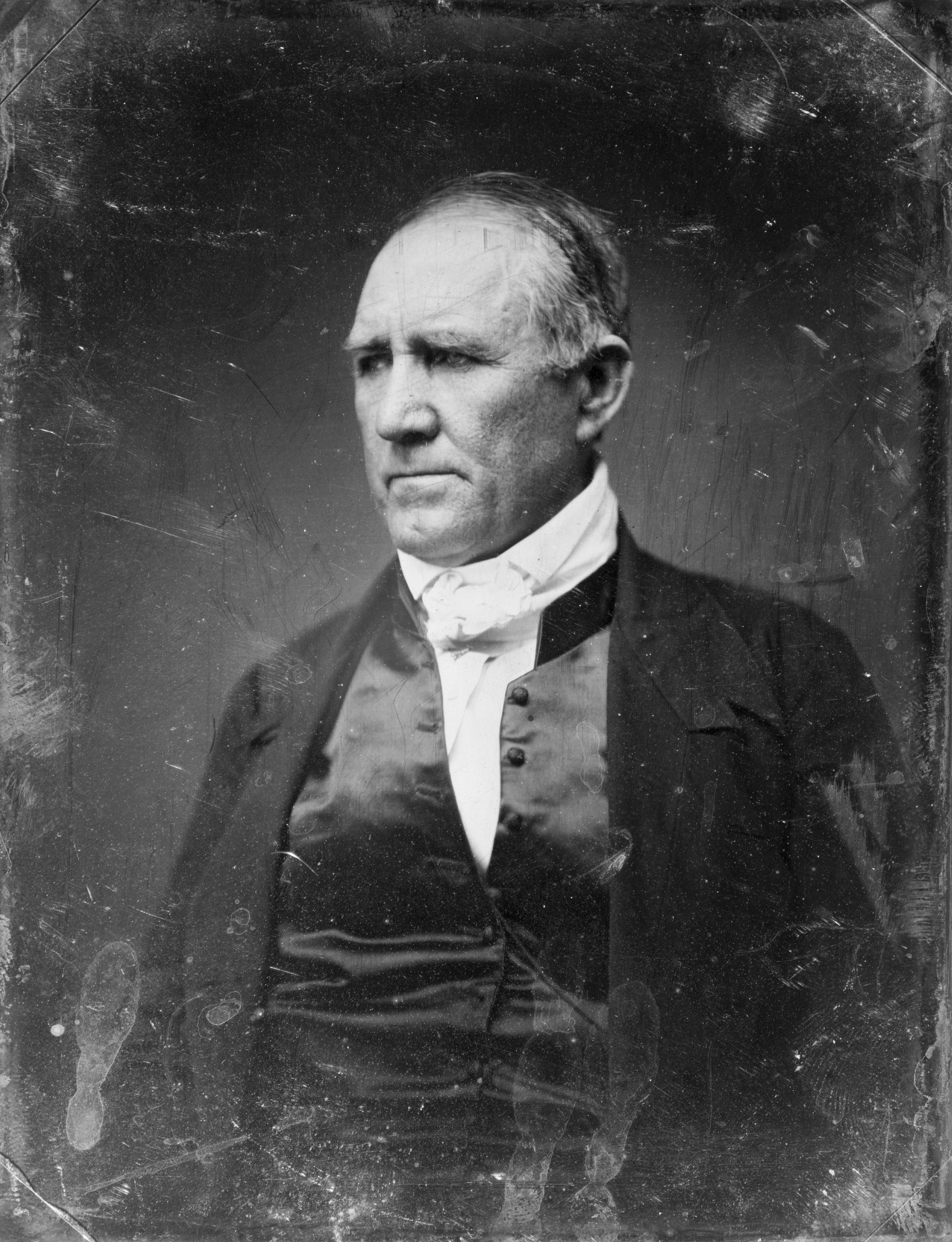
Thống đốc Sam Houston từ Texas

Đảng Nhân dân là một phong trào chính trị lỏng lẻo gồm những người ủng hộ Thống đốc Samuel Houston. Vào ngày 20 tháng 4 năm 1860, đảng này tổ chức đại hội toàn quốc để đề cử Houston làm tổng thống ở Chiến trường San Jacinto ở Texas. Những người ủng hộ Houston tại cuộc họp đã không đề cử một ứng cử viên phó tổng thống, vì họ mong đợi các cuộc họp sau đó sẽ làm điều này. Các cuộc họp quần chúng sau đó được tổ chức ở các thành phố phía bắc, chẳng hạn như Thành phố New York vào ngày 30 tháng 5 năm 1860, nhưng họ cũng không đề cử được ứng cử viên phó tổng thống. Houston, không bao giờ hăng hái tranh cử tổng thống, sớm bị thuyết phục rằng ông không có cơ hội chiến thắng và việc ứng cử của ông sẽ chỉ giúp ứng cử viên Đảng Cộng hòa dễ dàng giành chiến thắng hơn. Ông đã rút khỏi cuộc đua vào ngày 16 tháng 8, và thúc giục hình thành một "Liên minh Thống nhất" chống lại Lincoln.

## Cân nhắc chính trị
Trong chiến dịch tranh cử của mình, Bell và Douglas đều tuyên bố rằng việc ly khai sẽ không nhất thiết phải diễn ra ngay sau chiến thắng của Lincoln. Tuy nhiên, các sĩ quan quân đội trung thành ở Virginia, Kansas và Nam Carolina đã cảnh báo Lincoln về vấn đề quân bị. Những người theo chủ nghĩa ly khai đã ủng hộ Breckinridge trong một nỗ lực để buộc các ứng cử viên chống Đảng Cộng hòa nhượng bộ các phiếu đại cử tri của họ hoặc đưa cuộc bầu cử vào Hạ viện, nơi việc lựa chọn tổng thống sẽ được thực hiện bởi các Hạ nghị sĩ được bầu vào năm 1858, trước khi thế đa số ở Hạ viện và Thượng viện mà đảng Cộng hòa đạt được vào năm 1860 tuyên thệ vào đầu Quốc hội khóa 37 mới. Anh hùng Chiến tranh Mexico Winfield Scott đề nghị với Lincoln rằng ông nên đảm nhận quyền hạn của một tổng tư lệnh trước khi nhậm chức. Tuy nhiên, nhà sử học Bruce Chadwick nhận xét rằng Lincoln và các cố vấn của ông đã phớt lờ những cảnh báo lan rộng và cho rằng ly khai chỉ là một trò lừa bầu cử.
Thật vậy, việc bỏ phiếu ở miền Nam không phân cực như bản đồ của Đại cử tri đoàn sẽ cho thấy. Về kinh tế, văn hóa và chính trị, miền Nam được tạo thành từ ba vùng. Ở các bang tại vùng Thượng Nam, sau này được gọi là "các bang biên giới " (Delaware, Maryland, Kentucky và Missouri cùng với lãnh thổ Kansas), các lá phiếu phổ thông được phân chia cho Lincoln, Douglas và Bell. Ở các bang tại vùng Trung Nam, đa số phiếu được phân chia cho Douglas và Bell ở Virginia và Tennessee; ở Bắc Carolina và Arkansas, tổng phiếu bầu cho Bell và Douglas giành được đa số. Texas là bang Trung Nam duy nhất mà Breckinridge đã thắng một cách thuyết phục. Ở 3 trong số 6 bang vùng Thâm Nam, tổng phiếu bầu cho Bell và Douglas giành được đa số ở Georgia và Louisiana hoặc gần đạt được như vậy ở Alabama. Breckinridge chỉ thắng 3 trong 6 bang còn lại của vùng này (Nam Carolina, Florida và Mississippi) một cách thuyết phục. Ba bang Thâm Nam này đều nằm trong số 4 bang miền Nam có dân số da trắng thấp nhất khi tổng lại thì họ cũng chỉ có 9% người da trắng.
Trong số các bang nô lệ, 3 bang có số cử tri đi bỏ phiếu cao nhất đã bỏ phiếu cho chỉ một phe. 75% cử tri ở Texas bỏ phiếu cho Breckinridge. 73% cử tri từ Kentucky và Missouri, nơi có 1/4 tổng dân số, đã bỏ phiếu ủng hộ Bell, Douglas và Lincoln . Trong khi đó, 6 bang Thâm Nam chiếm 1/4 dân số bỏ phiếu với 57% cho Breckinridge so với 43% cho Bell và Douglas. 4 tiểu bang đã được kết nạp vào Liên minh miền Nam sau sự kiện Pháo đài Sumter nắm giữ gần một nửa dân số của Liên minh đã bỏ phiếu với tỷ lệ 53% cho ứng cử viên ủng hộ Liên minh.
Ở 11 bang sau này tuyên bố ly khai khỏi Liên bang và bị quân đội Liên minh kiểm soát, các lá phiếu bầu cho Lincoln chỉ xuất hiện ở Virginia,  nơi ông nhận được 1.929 phiếu bầu (1,15% tổng số). Không có gì đáng ngạc nhiên, phần lớn số phiếu mà Lincoln nhận được được bỏ tại các quận biên giới của nơi sẽ sớm trở thành Tây Virginia - tiểu bang tương lai ủng hộ Liên bang chiếm 1.832 trong tổng số 1.929 phiếu bầu của Lincoln ở bang này.
Lincoln hoàn toàn không nhận được phiếu bầu nào ở 121 trong số 145 quận khi đó của tiểu bang (bao gồm 31 trong số 50 quận sẽ hình thành Tây Virginia), nhận được một phiếu bầu duy nhất ở 3 quận và nhận được 10 phiếu hoặc ít hơn 9 trong số 24 quận nơi ông nhận phiếu bầu. Những quận Lincoln nhận nhiều phiếu bầu nhất tại bang này là ở 4 quận ở vùng cán chảo phía bắc của tiểu bang, một khu vực từ lâu đã cảm thấy xa lạ với Richmond, có liên kết kinh tế và văn hóa với các bang láng giềng Ohio và Pennsylvania và sẽ trở thành động lực chính trong nỗ lực thành công để tạo thành một bang mới riêng biệt. Quận Hancock (cực bắc Virginia vào thời điểm đó) có lượng người ủng hộ Lincoln nhiều nhất - ông đã giành hơn 40% phiếu bầu ở đó và về đích ở vị trí thứ hai (Lincoln chỉ thua Breckinridge 8 phiếu). Trong số 97 phiếu bầu cho Lincoln ở ranh giới sau năm 1863 của tiểu bang, 93 phiếu được bỏ phiếu ở 4 quận dọc theo sông Potomac và 4 phiếu ở thành phố ven biển Portsmouth.
Một số điểm khác biệt cơ bản giữa bầu cử hiện đại và bầu cử giữa thế kỷ XIX là vào thời điểm đó, không có hệ thống bỏ phiếu kín ở Hoa Kỳ, ngoài ra tiểu bang cũng không in và phân phát phiếu bầu. Về lý thuyết, bất kỳ hồ sơ phiếu nào chứa tên hợp lệ hoặc ít nhất là không quá số công dân của một tiểu bang cụ thể (miễn là họ đủ điều kiện bỏ phiếu trong cử tri đoàn trong tiểu bang đó) đều có thể được chấp nhận là lá phiếu bầu tổng thống hợp lệ, tuy nhiên điều này trong thực tế có nghĩa là chiến dịch của một ứng cử viên chịu trách nhiệm in và phân phát các lá phiếu của chính họ (dịch vụ này thường được thực hiện bởi các nhà xuất bản báo chí ủng hộ họ). Hơn nữa, vì cử tri không chọn tổng thống trực tiếp mà thay vào đó là các đại cử tri tổng thống, nên cách duy nhất để cử tri ủng hộ một ứng cử viên cụ thể cho chức tổng thống là bỏ phiếu cho các công dân ở bang của mình, những người sẽ cam kết bỏ phiếu cho ứng cử viên đó trong Đại cử tri đoàn. Ở 10 bang miền Nam nô lệ, không có công dân nào công khai cam kết bỏ phiếu cho Abraham Lincoln, vì vậy cử tri không có biện pháp hợp pháp nào để bỏ phiếu cho ứng viên được đề cử của Đảng Cộng hòa. Ở hầu hết Virginia, không nhà xuất bản nào in phiếu bầu cho các đại cử tri đã cam kết với Lincoln. Trong khi một công dân không có quyền bỏ lá phiếu cho Lincoln về mặt lý thuyết nhưng thực tế vẫn có thể bỏ phiếu cho ông bằng một lá phiếu viết sẵn miễn là bang của họ có các đại cử tri cam kết bầu Lincoln và cử tri biết danh tính của họ. Người bỏ phiếu ủng hộ ứng cử viên Đảng Cộng hòa ở một quận ủng hộ chế độ nô lệ mạnh mẽ sẽ phải gánh chịu (ít nhất) sự tẩy chay của xã hội (tất nhiên, bỏ phiếu cho Breckinridge ở một quận theo chủ nghĩa bãi nô mạnh mẽ khiến cử tri phải chịu rủi ro tương tự).
Trong 4 tiểu bang nô lệ không ly khai (Missouri, Kentucky, Maryland và Delaware), Lincoln đứng thứ tư ở ba trong số chúng, đứng thứ ba ở Delaware. Trong 15 bang nô lệ, Lincoln chỉ giành được 2 quận trong số 996 quận, đó là các quận St. Louis và Gasconade của Missouri. Trong cuộc bầu cử năm 1856, ứng cử viên Tổng thống của Đảng Cộng hòa đã không nhận được phiếu bầu nào ở 12 trong số 14 bang nô lệ có phổ thông đầu phiếu (điều này lại xảy ra vào năm 1860 với tất cả 12 bang trước đó cộng thêm Missouri và Virginia).

## Kết quả
Cuộc bầu cử được tổ chức vào thứ ba, ngày 6 tháng 11 năm 1860. Tỷ lệ cử tri đi bỏ phiếu là 81,2%, cao nhất trong lịch sử nước Mỹ tính đến thời điểm đó, và cao thứ hai (chỉ sau cuộc bầu cử năm 1876).
Sau khi Andrew Jackson tái đắc cử vào năm 1832, tất cả sáu tổng thống tiếp theo chỉ thắng một nhiệm kỳ, trong khi bốn tổng thống cuối cùng đã thắng với tỷ lệ phiếu phổ thông dưới 51%.

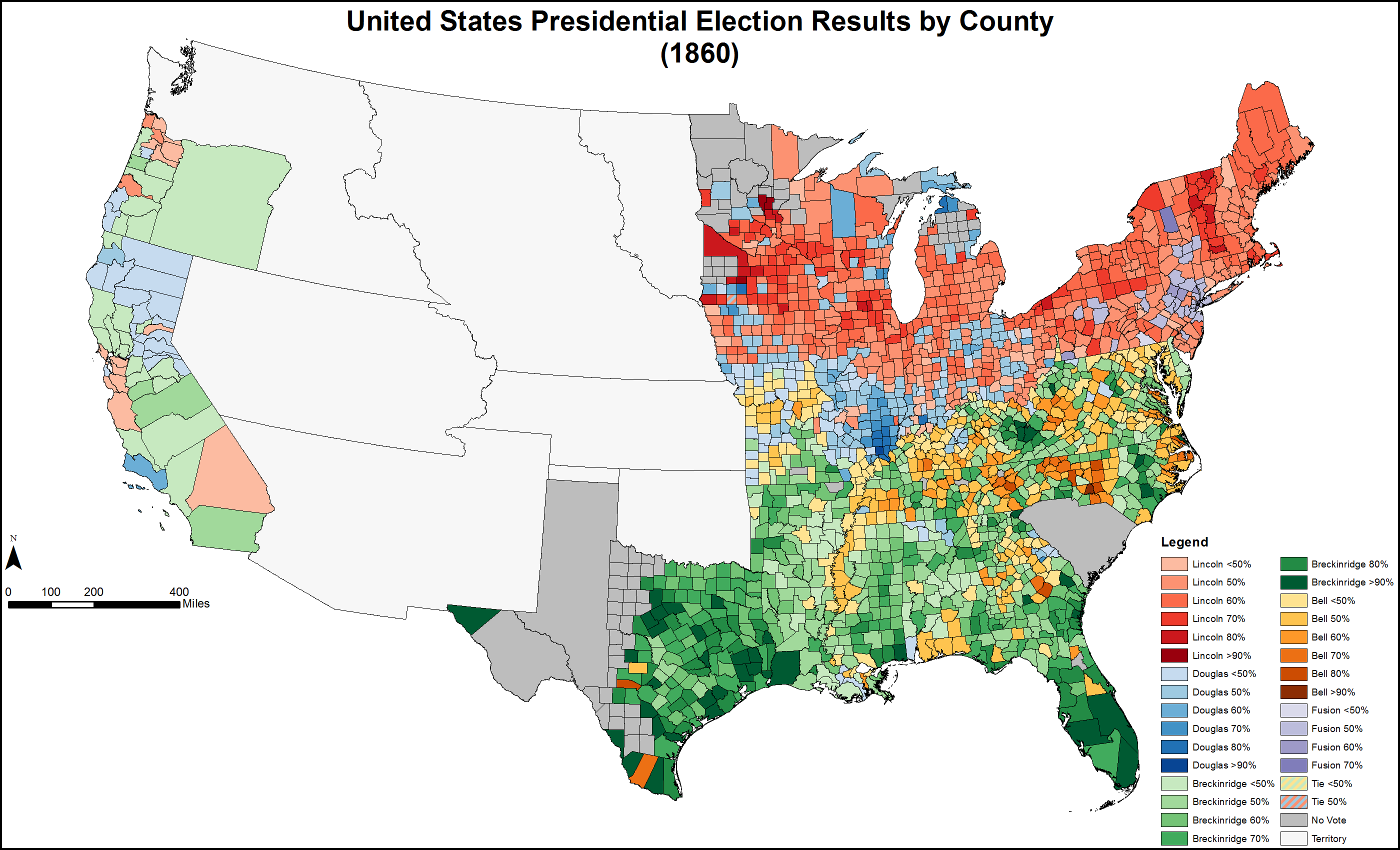
Kết quả theo quận, được tô sắc theo tỷ lệ phiếu bầu của ứng cử viên chiến thắng. Đỏ dành cho Lincoln (Đảng Cộng hòa), Xanh lam dành cho Douglas (Dân chủ miền Bắc), Xanh lục dành cho Breckinridge (Dân chủ miền Nam), Vàng dành cho Bell (Liên minh Hiến pháp) và Tím là "Liên minh" (Liên minh không thuộc cả đảng Cộng hòa lẫn Dân chủ). Nam Carolina không có phiếu phổ thông.

Lincoln đã chiến thắng phiếu Đại cử tri đoàn với ít hơn 40% số phiếu phổ thông trên toàn quốc bằng cách thắng các bang nằm ở phía Bắc ranh giới Mason – Dixon và phía bắc sông Ohio, cộng với các bang California và Oregon ở Viễn Tây. Không giống như mọi tổng thống đắc cử trước đây, Lincoln không thắng dù chỉ một bang nô lệ.
Lincoln không nhận phiếu nào ở 10 tiểu bang miền Nam: Alabama, Arkansas, Florida, Georgia, Louisiana, Mississippi, Bắc Carolina, Nam Carolina, Tennessee và Texas. Lincoln do đó là Tổng thống đắc cử thứ hai không nhận được phiếu bầu nào ở một số bang có hệ thống phổ thông đầu phiếu (người đầu tiên là John Quincy Adams, người không nhận phiếu nào ở hai bang trong cuộc bầu cử năm 1824, cuộc bầu cử duy nhất khác có 4 ứng cử viên chính, mà không ai trong số họ nhận được phiếu bầu ở mọi tiểu bang). Cần lưu ý thêm rằng, trước khi áp dụng hình thức bỏ phiếu kín vào những năm 1880, khái niệm tiếp cận lá phiếu là cách để cử tri bỏ phiếu bầu: không có lá phiếu tiêu chuẩn do các bang phát hành để tên ứng cử viên "xuất hiện". Thay vào đó, các lá phiếu bầu cử tổng thống được in và phân phát bởi các tổ chức ủng hộ các ứng cử viên và đảng của họ, những đại cử tri sẽ công khai cam kết bỏ phiếu cho một ứng cử viên cụ thể. Các cuộc bầu cử tổng thống năm 1824 và 1860 là hai cuộc bầu cử duy nhất trước khi áp dụng hình thức bỏ phiếu kín trong đó một ứng cử viên chiến thắng không được ưa chuộng ở một khu vực cụ thể (do những người ủng hộ nhỏ lẻ sợ nếu công khai ủng hộ sẽ bị tẩy chay bởi đa số cộng đồng phản đối) đến mức không có tổ chức nào in phiếu bầu cho ứng cử viên đó trong toàn bộ bang đó.
Kể từ năm 1860, và không bao gồm các bang miền Nam đang tái thiết vào năm 1868 và 1872, đã có hai lần ứng cử viên tổng thống của Đảng Cộng hòa không nhận phiếu ở mọi bang, trong khi các ứng cử viên Đảng Dân chủ trên toàn quốc đã không nhận được bất cứ phiếu bầu nào từ một số bang trong ba cuộc bầu cử kể từ khi áp dụng hình thức bỏ phiếu kín, mặc dù trong cả ba, ứng cử viên Đảng Dân chủ dù sao cũng thắng cử tổng thống.
Lincoln giành được tỷ lệ phiếu phổ thông thấp thứ hai trong số tất cả các ứng cử viên tổng thống đắc cử trong lịch sử Hoa Kỳ. Tỷ lệ phiếu phổ thông của Lincoln có thể sẽ còn thấp hơn nếu có một hệ thống phổ thông đầu phiếu ở Nam Carolina, mặc dù ngược lại, tỷ lệ này có thể sẽ cao hơn một chút nếu ông có mặt trong lá phiếu ở tất cả các bang miền Nam. Chiến thắng của đảng Cộng hòa là kết quả của sự ủng hộ từ các bang tự do, cùng nhau kiểm soát đa số đại cử tri tổng thống.
Chiến dịch của Lincoln đã được tập trung có chủ ý, phối hợp với Chủ tịch Đảng Cộng hòa Thurlow Weed, nhằm giành thêm các bang mà Frémont đã không giành được bốn năm trước đó gồm New York với 35 phiếu Đại cử tri đoàn, 11,5% tổng số, Pennsylvania (27) và Ohio (23). Khi một ứng cử viên thắng ở cả ba bang này thì sẽ giành được 85 phiếu bầu, trong khi 152 phiếu được yêu cầu để giành chiến thắng. Mặc dù Lincoln thậm chí không nhận phiếu nào từ hầu hết các bang miền Nam, nhưng sự gia tăng dân số ở các bang tự do đã vượt xa mức tăng ở các bang nô lệ trong nhiều năm trước cuộc bầu cử năm 1860, do đó giành được tất cả các bang tự do là đã chiếm được đa số trong Đại cử tri đoàn.
Sự chia rẽ trong đảng Dân chủ đôi khi góp phần cho chiến thắng của Lincoln  mặc dù thực tế là Lincoln đã thắng cử với ít hơn 40% số phiếu phổ thông, vì phần lớn số phiếu chống Đảng Cộng hòa đã bị "lãng phí" ở các bang miền Nam, nơi không có lá phiếu nào cho Lincoln được lưu hành.
Nếu Lincoln chỉ có một đối thủ duy nhất trên toàn quốc thì người này sẽ giành được số phiếu đại cử tri của ông ở California, Oregon và bốn đại cử tri ở New Jersey,  mà tổng số 11 phiếu đại cử tri này gộp lại sẽ không tạo ra sự khác biệt nào đối với kết quả vì mọi tiểu bang khác mà đảng Cộng hòa giành được đã giành được đa số phiếu bầu rõ ràng: trong kịch bản này, Lincoln sẽ nhận được 169 phiếu đại cử tri, nhiều hơn 17 phiếu so với 152 phiếu cần thiết để giành chiến thắng.
Tại bốn tiểu bang New York, Rhode Island, Pennsylvania và New Jersey, nơi các phiếu chống Lincoln được gộp lại thành "phiếu tổng hợp", Lincoln vẫn thắng ba và giành nửa số phiếu của New Jersey;  mặc dù vậy, sự thay đổi 25.000 phiếu bầu sang phiếu tổng hợp ở New York sẽ khiến Lincoln có 145 phiếu đại cử tri - thiếu 7 phiếu so với việc giành được Đại cử tri đoàn - và buộc phải có một cuộc bầu cử phụ tại Hạ viện. Trong số năm tiểu bang mà Lincoln không giành chiến thắng mặc dù đã nhận phiếu, ông chỉ nhận được 20% phiếu bầu ở Delaware, và 10% phiếu bầu ở Missouri.
Giống như Lincoln, Breckinridge và Bell không giành được phiếu đại cử tri nào ngoài các khu vực tương ứng ủng hộ họ. Trong khi Bell nghỉ hưu với công việc kinh doanh của gia đình, lặng lẽ ủng hộ sự ly khai của bang ông, Breckinridge giữ chức vụ tướng quân Liên minh miền Nam. Ông đứng thứ hai trong Đại cử tri đoàn với 72 phiếu bầu, thắng 11 trong số 15 tiểu bang nô lệ (bao gồm cả Nam Carolina, nơi các đại cử tri được chọn bởi cơ quan lập pháp tiểu bang, không phải là phổ thông đầu phiếu). Breckinridge đứng thứ ba về số phiếu phổ thông toàn quốc với 18%, nhưng đã giành được 50 đến 75% ở 7 tiểu bang đầu tiên sẽ thành lập Liên minh miền Nam Hoa Kỳ. Ông đã thắng 9 trong số 11 bang cuối cùng gia nhập Liên minh, cộng với các bang có nô lệ ở biên giới là Delaware và Maryland, chỉ thua ở Virginia và Tennessee. Breckinridge nhận được rất ít sự ủng hộ ở các bang tự do và chỉ nhận được ít ỏi sự ủng hộ ở California, Oregon, Pennsylvania và Connecticut.
Bell thắng ba bang nô lệ (Tennessee, Kentucky và Virginia) và chỉ thua Maryland với cách biệt 722 phiếu bầu. Tuy nhiên, ông về thứ hai trong tất cả các bang nô lệ giành được bởi Breckinridge hoặc Douglas. Ông đã giành được 45 đến 47% ở Maryland, Tennessee và Bắc Carolina và 36 đến 40% ở Missouri, Arkansas, Louisiana, Georgia và Florida. Bản thân Bell đã hy vọng rằng ông sẽ tiếp nhận sự ủng hộ trước đây của Đảng Whig từ các bang tự do, nhưng phần lớn sự ủng hộ này thuộc về Lincoln. Do đó, ngoại trừ bang Massachusetts và California, quê hương của đồng tranh cử cùng mình, Bell thậm chí còn nhận được ít sự ủng hộ hơn ở các bang tự do so với Breckinridge, và do đó, đứng cuối cùng trong phiếu phổ thông toàn quốc, với tỷ lệ 12,62%.
Douglas là ứng cử viên duy nhất giành được phiếu đại cử tri ở cả bang nô lệ và tự do (New Jersey tự do và Missouri nô lệ). Ông đứng thứ hai sau Lincoln về số phiếu phổ thông với 29,52%, nhưng đứng cuối trong số phiếu Đại cử tri đoàn. Douglas đạt 28 đến 47% phiếu bầu ở các bang Trung Đại Tây Dương, Trung Tây và Tây Mississippi, nhưng nhận chỉ 19 đến 39% ở New England. Bên ngoài khu vực của mình, Douglas chiếm 15 đến 17% tổng số phiếu phổ thông ở các bang nô lệ Kentucky, Alabama và Louisiana, 10% hoặc ít hơn ở chín bang nô lệ còn lại. Douglas, trong "Học thuyết Norfolk" của mình, được đề cập ở Bắc Carolina, hứa sẽ giữ vững Liên bang bằng cách nhượng bộ nếu các bang tiếp tục ly khai: số phiếu phổ thông dành cho Lincoln và Douglas cộng lại là 69,17% số cử tri đi bầu.
Đề cử của đảng Cộng hòa năm 1860 là đề cử quốc gia thành công đầu tiên không có người miền Nam, và cuộc bầu cử đánh dấu sự kết thúc của kỷ nguyên thống trị chính trị của miền Nam ở Hoa Kỳ. Từ năm 1789 đến 1860, người miền Nam đã là tổng thống trong hai phần ba thời gian, và đã giữ các chức vụ Chủ tịch Hạ viện và Chủ tịch Thượng viện tạm quyền trong phần lớn thời gian đó. Hơn nữa, kể từ năm 1791, người miền Nam đã chiếm đa số trong Tòa án Tối cao.
| Ứng cử viên tổng thống         | Đảng                           | Bang nhà                       | Phiếu Phổ thông(a)             | Phiếu Phổ thông(a)             | Phiếu Đại cử tri | Đồng tranh cử              | Đồng tranh cử | Đồng tranh cử    |
| Ứng cử viên tổng thống         | Đảng                           | Bang nhà                       | Số phiếu                       | %                              | Phiếu Đại cử tri | Ứng cử viên phó tổng thống | Bang nhà      | Phiếu Đại cử tri |
| ------------------------------ | ------------------------------ | ------------------------------ | ------------------------------ | ------------------------------ | ---------------- | -------------------------- | ------------- | ---------------- |
| Abraham Lincoln                | Cộng hòa                       | Illinois                       | 1.865.908                      | 39,82%                         | 180              | Hannibal Hamlin            | Maine         | 180              |
| John Cabell Breckinridge       | Dân chủ miền Nam               | Kentucky                       | 848.019                        | 18,10%                         | 72               | Joseph Lane                | Oregon        | 72               |
| John Bell                      | Liên minh Lập hiến/Whig        | Tennessee                      | 590,901                        | 12,61%                         | 39               | Edward Everett             | Massachusetts | 39               |
| Stephen Arnold Douglas         | Dân chủ miền Bắc               | Illinois                       | 1.380.202                      | 29,46%                         | 12               | Herschel Vespasian Johnson | Georgia       | 12               |
| Khác                           | Khác                           | Khác                           | 531                            | 0,01%                          | -                | Khác                       | Khác          | -                |
| Tổng cộng                      | Tổng cộng                      | Tổng cộng                      | 4.685.561                      | 100%                           | 303              |                            |               | 303              |
| Cần thiết để giành chiến thắng | Cần thiết để giành chiến thắng | Cần thiết để giành chiến thắng | Cần thiết để giành chiến thắng | Cần thiết để giành chiến thắng | 152              |                            |               | 152              |

(a) Các số liệu phổ thông đầu phiếu loại trừ Nam Carolina, nơi các Đại cử tri được cơ quan lập pháp tiểu bang chọn thay vì phổ thông đầu phiếu.
| \| Phiếu Phổ thông \| Phiếu Phổ thông \| Phiếu Phổ thông \| Phiếu Phổ thông \| Phiếu Phổ thông \| \| --------------- \| --------------- \| --------------- \| --------------- \| --------------- \| \| \| \| \| \| \| \| Lincoln \| Lincoln \| \| 39.82% \| 39.82% \| \| Douglas \| Douglas \| \| 29.46% \| 29.46% \| \| Breckinridge \| Breckinridge \| \| 18.10% \| 18.10% \| \| Bell \| Bell \| \| 12.61% \| 12.61% \| \| Khác \| Khác \| \| 0.01% \| 0.01% \| |              |  |        |        |
| Phiếu Phổ thông |              |  |        |        |
| |              |  |        |        |
| Lincoln | Lincoln      |  | 39.82% | 39.82% |
| Douglas | Douglas      |  | 29.46% | 29.46% |
| Breckinridge | Breckinridge |  | 18.10% | 18.10% |
| Bell | Bell         |  | 12.61% | 12.61% |
| Khác | Khác         |  | 0.01%  | 0.01%  |

| \| Phiếu Đại cử tri \| Phiếu Đại cử tri \| Phiếu Đại cử tri \| Phiếu Đại cử tri \| Phiếu Đại cử tri \| \| ---------------- \| ---------------- \| ---------------- \| ---------------- \| ---------------- \| \| \| \| \| \| \| \| Lincoln \| Lincoln \| \| 59.41% \| 59.41% \| \| Breckinridge \| Breckinridge \| \| 23.76% \| 23.76% \| \| Bell \| Bell \| \| 12.87% \| 12.87% \| \| Douglas \| Douglas \| \| 3.96% \| 3.96% \| |              |  |        |        |
| Phiếu Đại cử tri |              |  |        |        |
| |              |  |        |        |
| Lincoln | Lincoln      |  | 59.41% | 59.41% |
| Breckinridge | Breckinridge |  | 23.76% | 23.76% |
| Bell | Bell         |  | 12.87% | 12.87% |
| Douglas | Douglas      |  | 3.96%  | 3.96%  |

## Thư viện

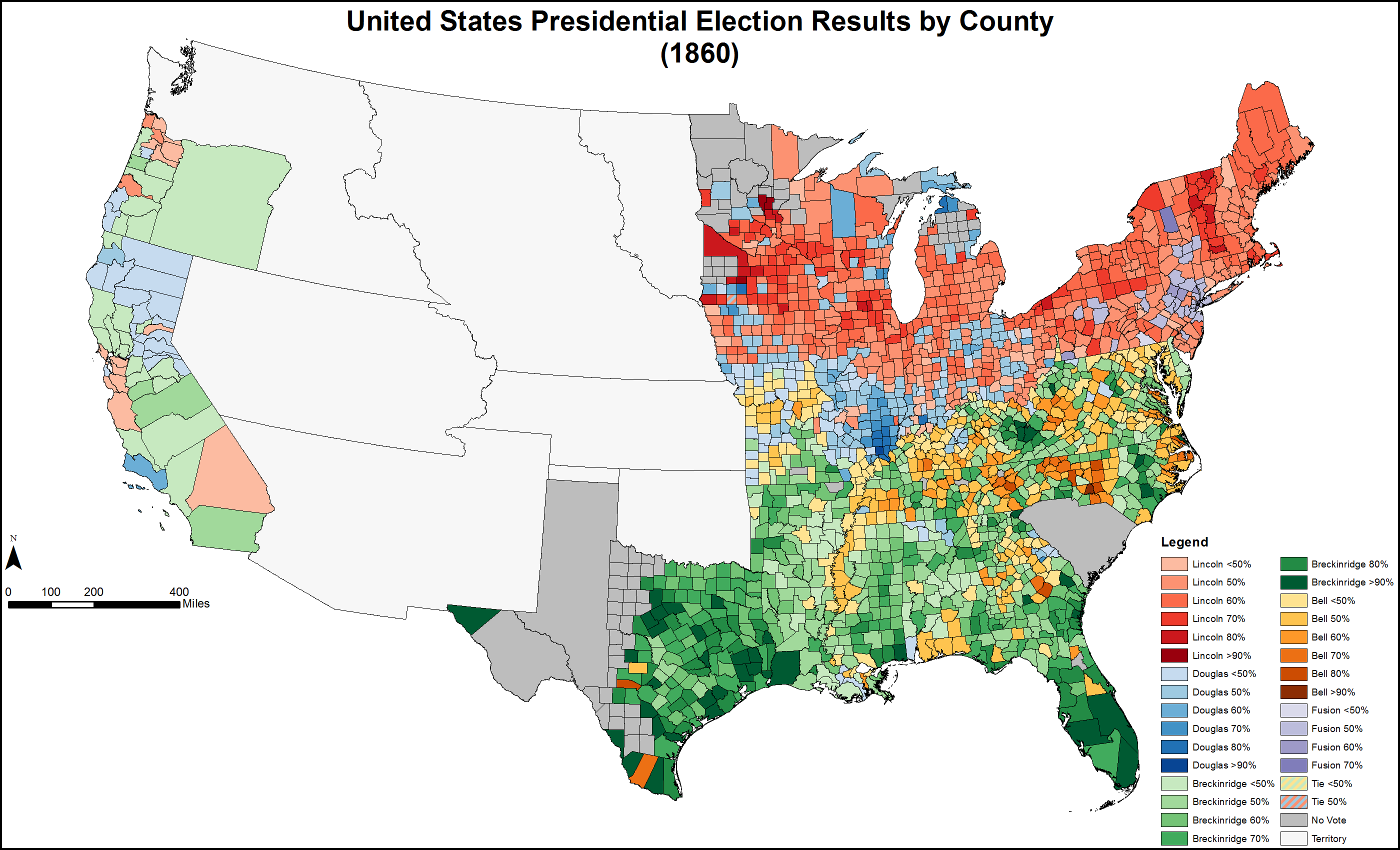
Kết quả theo quận, được tô sắc theo tỷ lệ phiếu bầu của ứng cử viên chiến thắng
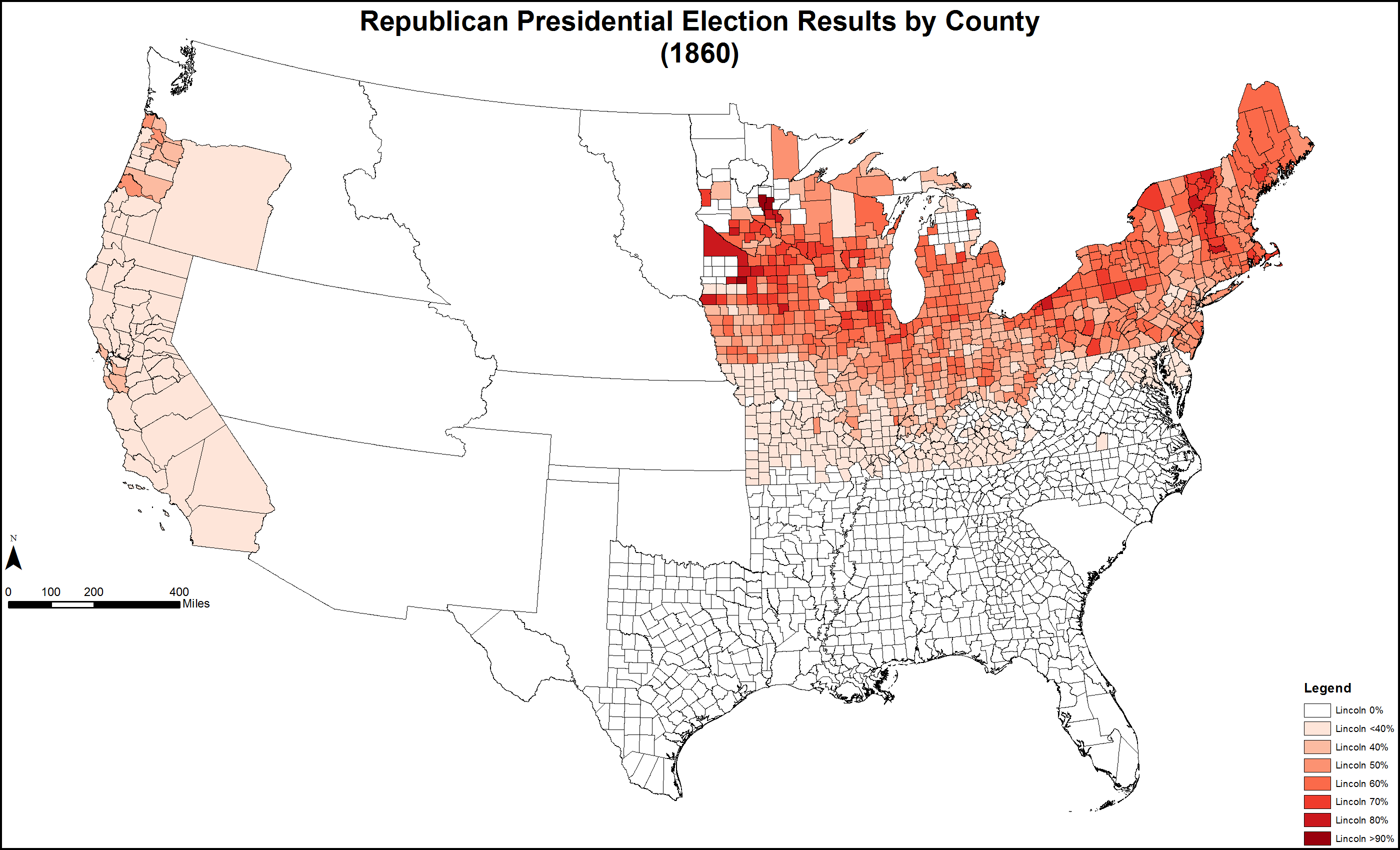
Kết quả theo quận, được tô sắc theo phần trăm phiếu bầu cho Lincoln
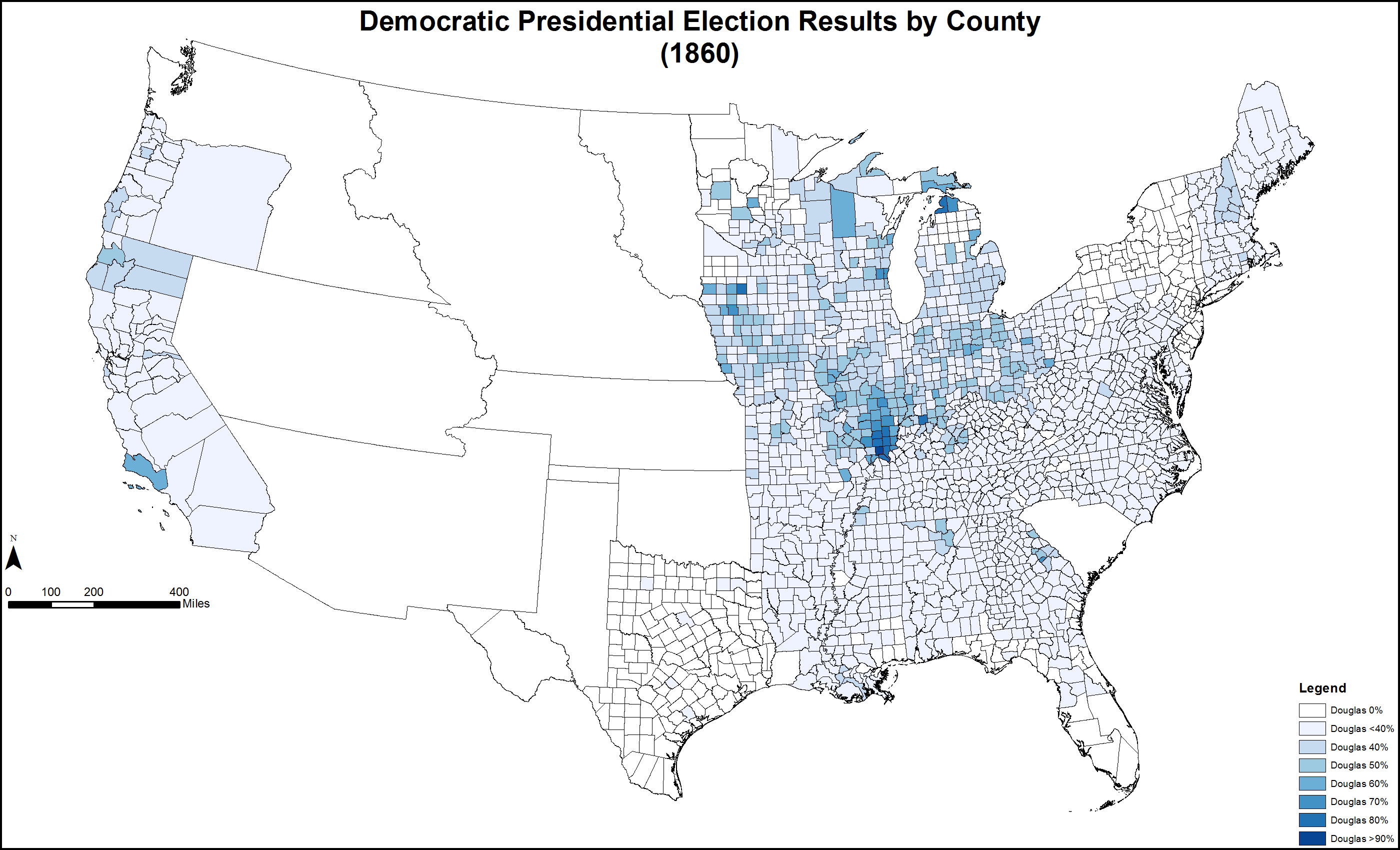
Kết quả theo quận, được tô sắc theo phần trăm phiếu bầu cho Douglas
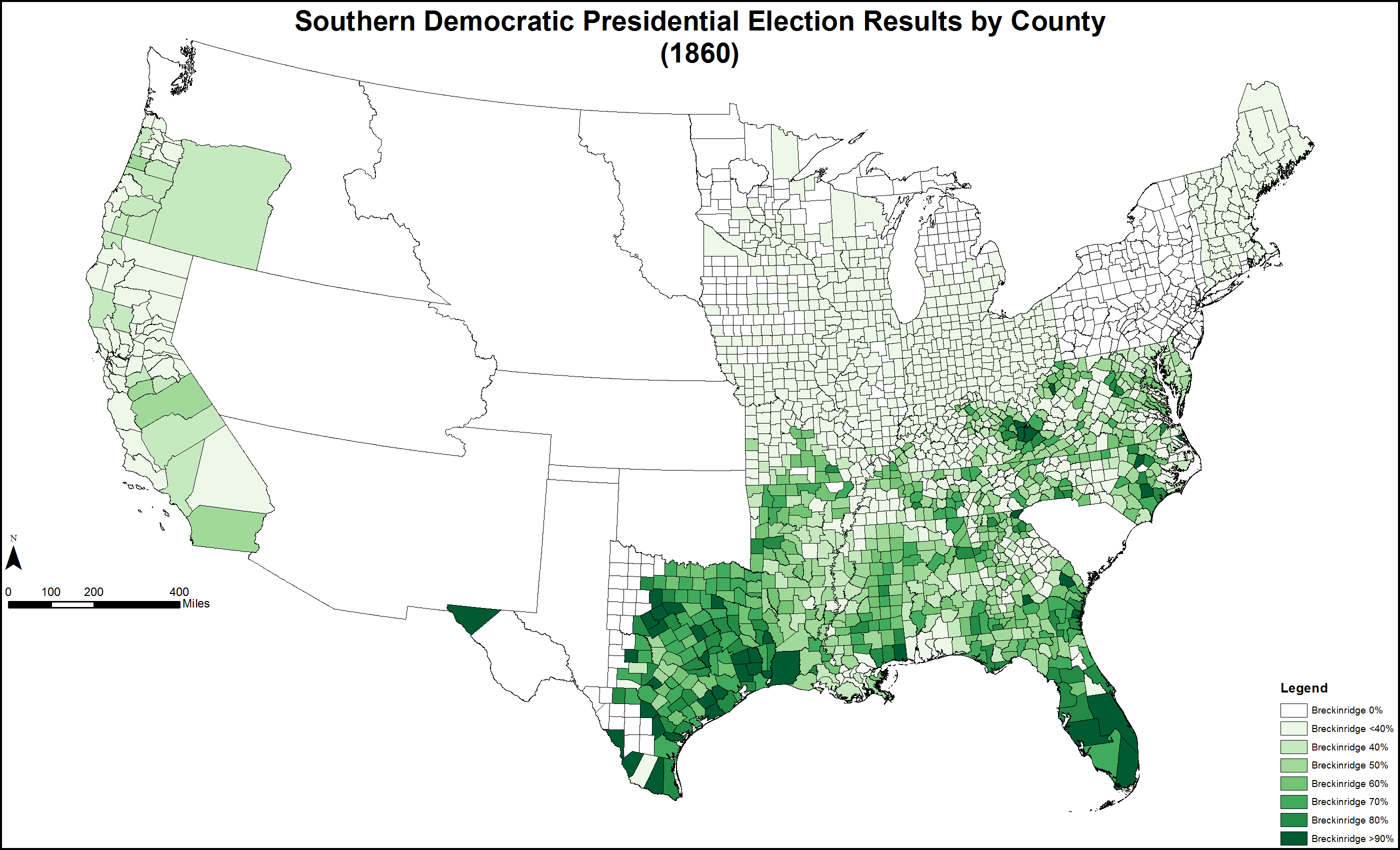
Kết quả theo quận, được tô sắc theo phần trăm phiếu bầu cho Breckinridge
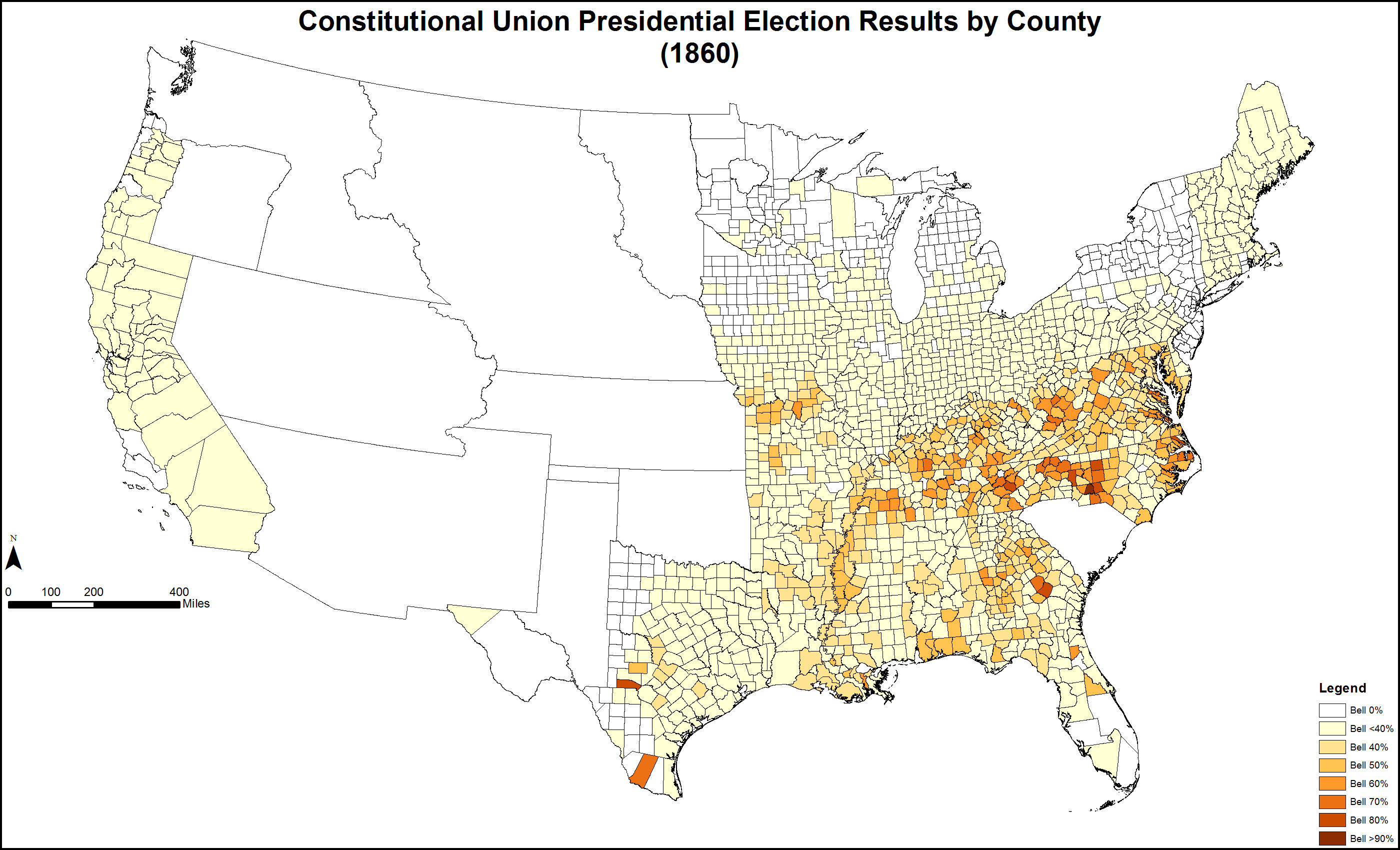
Kết quả theo quận, được tô sắc theo phần trăm phiếu bầu cho Bell
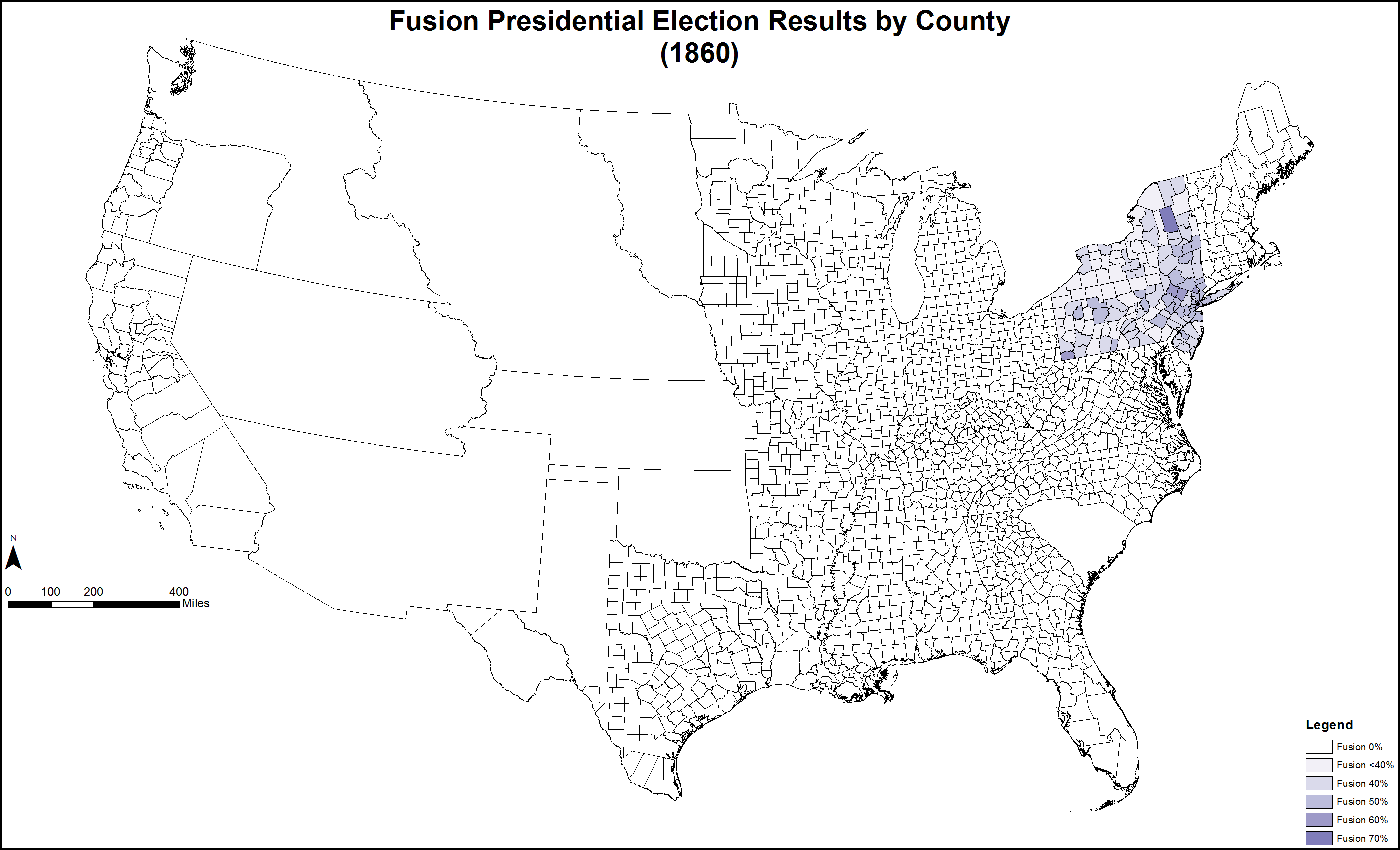
Kết quả theo quận, được tô sắc theo phần trăm phiếu bầu cho các ứng cử viên khác
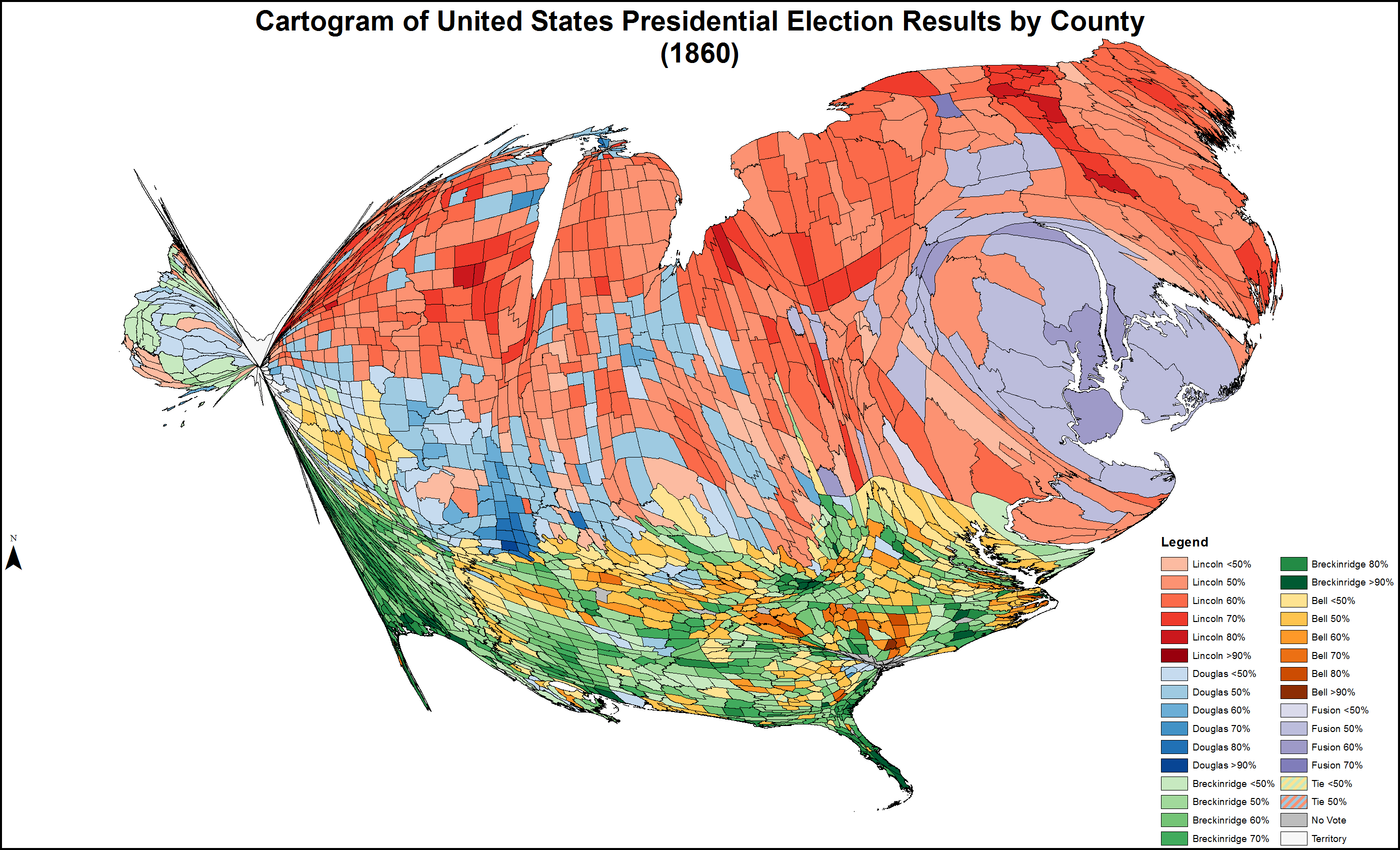
Biểu đồ Cartogram biểu thị kết quả theo quận, được tô sắc theo tỷ lệ phiếu bầu của ứng cử viên chiến thắng
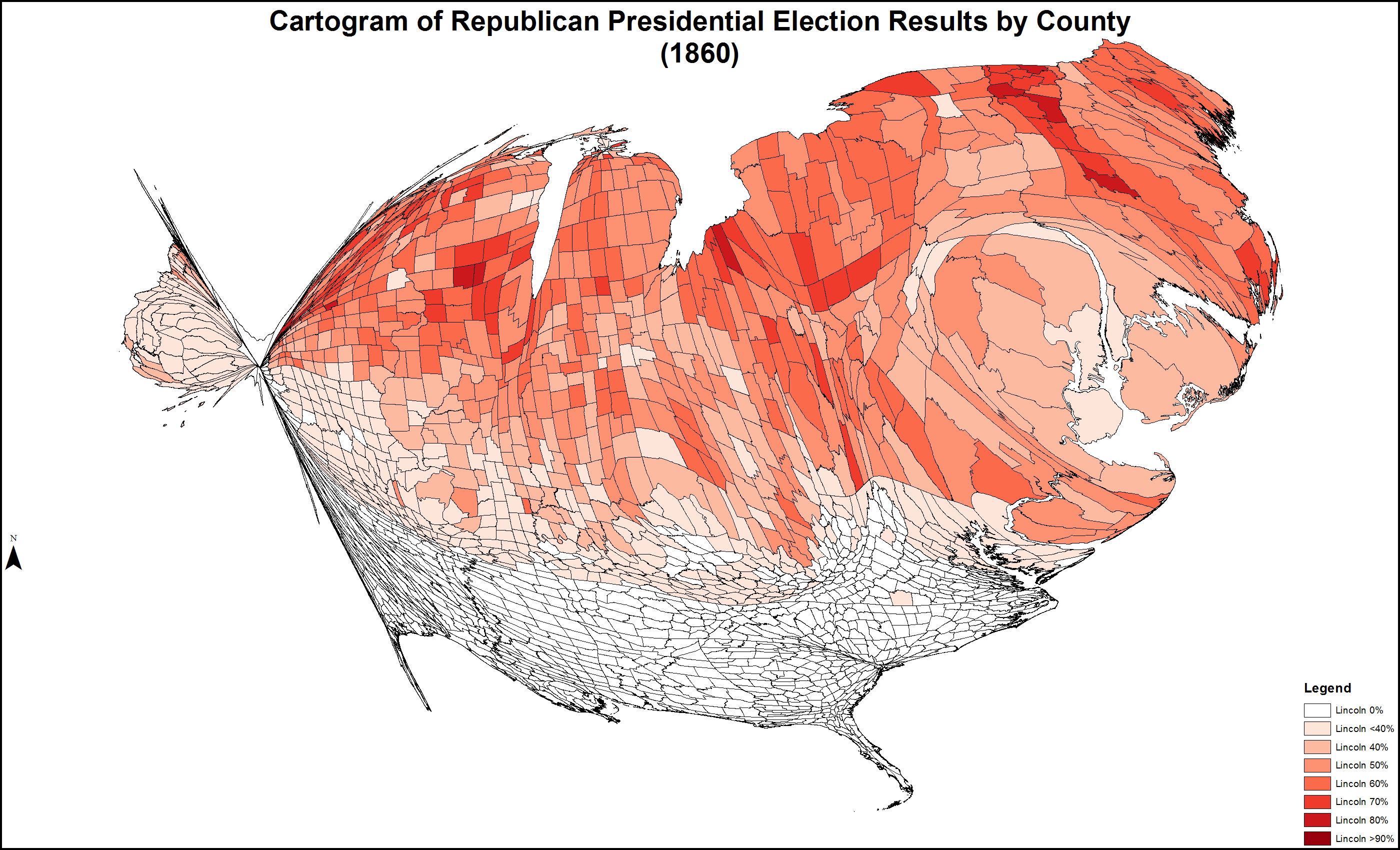
Biểu đồ Cartogram biểu thị kết quả theo quận, được tô sắc theo phần trăm phiếu bầu cho Lincoln
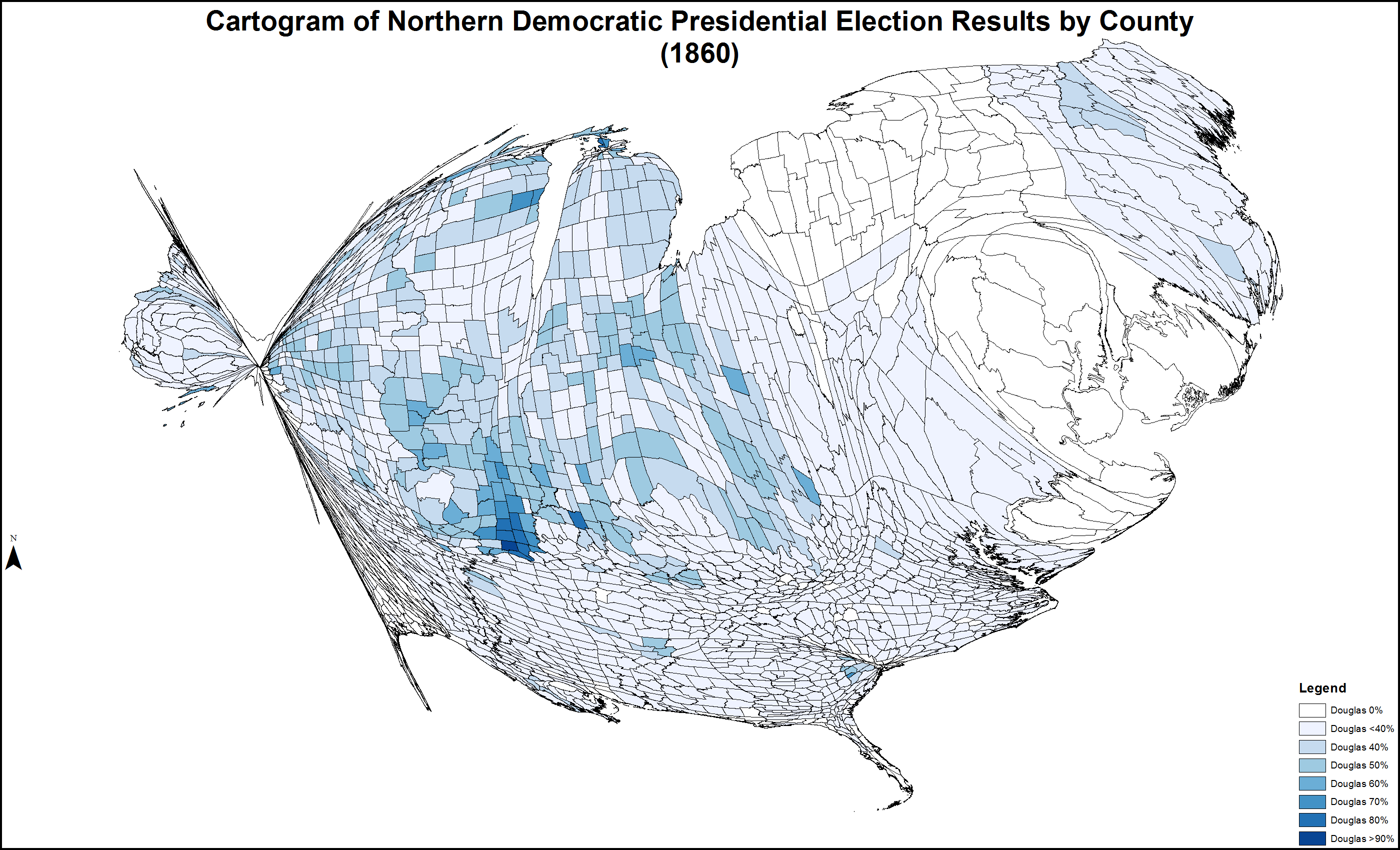
Biểu đồ Cartogram biểu thị kết quả theo quận, được tô sắc theo phần trăm phiếu bầu cho Douglas
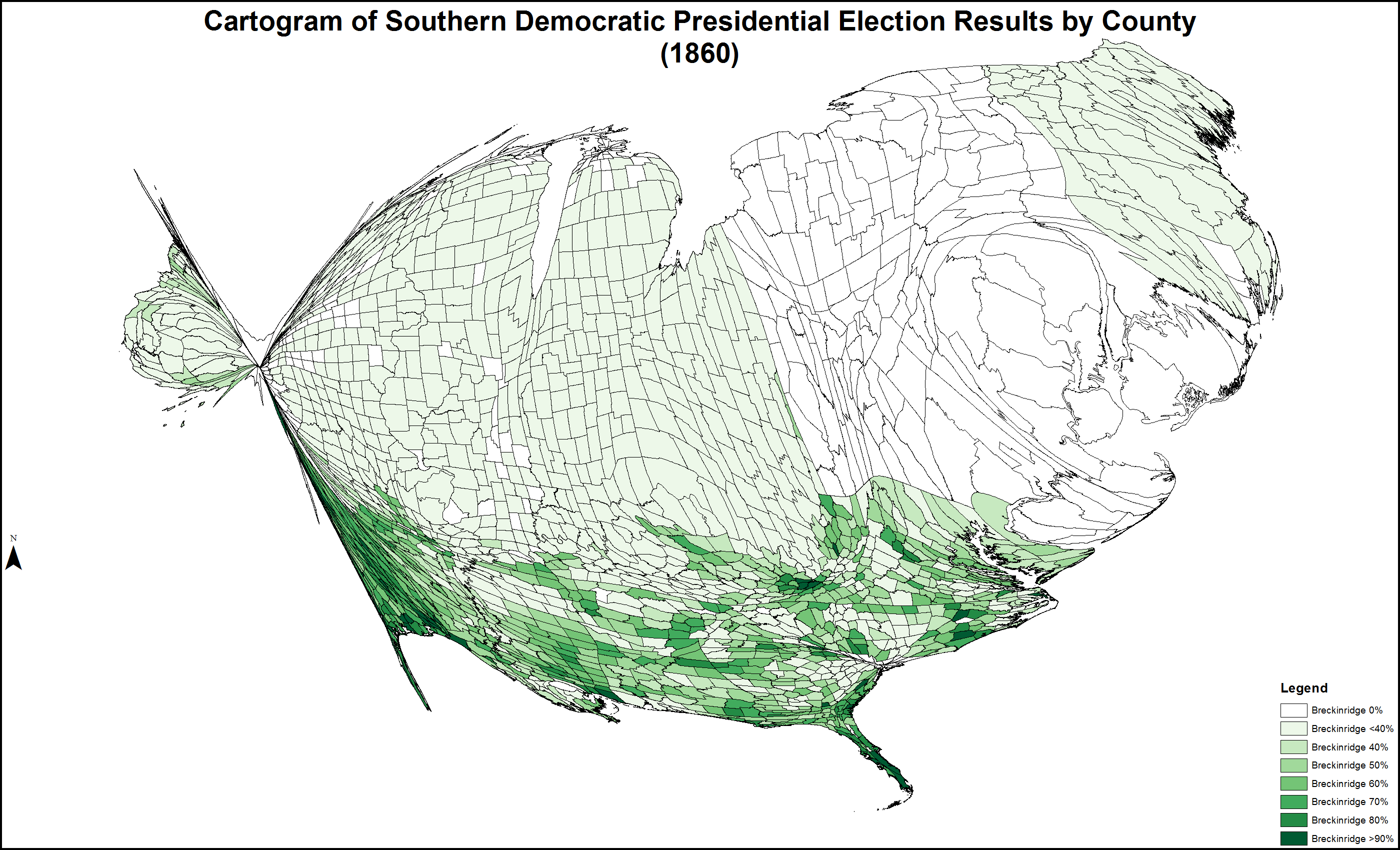
Biểu đồ Cartogram biểu thị kết quả theo quận, được tô sắc theo phần trăm phiếu bầu cho Breckinridge
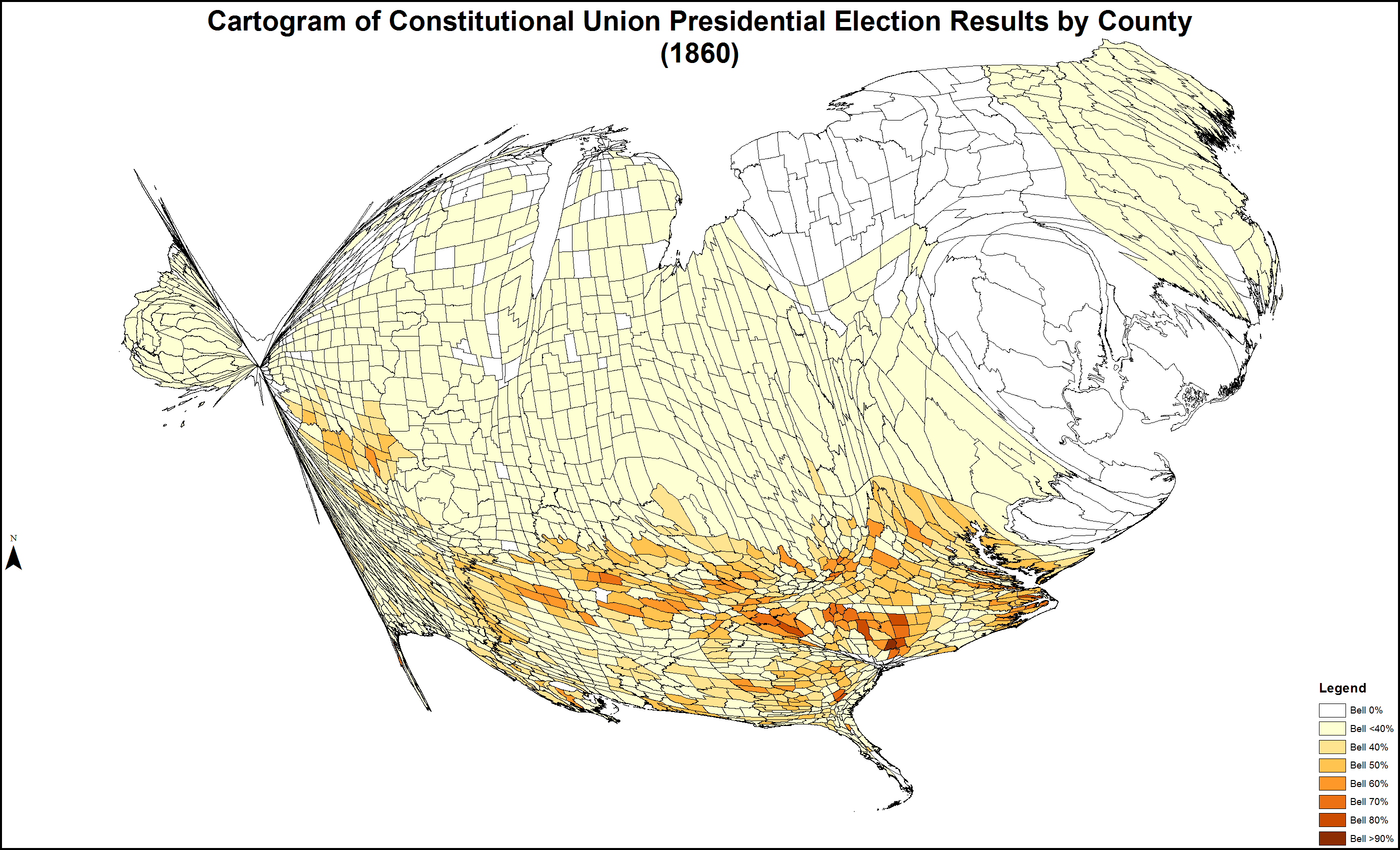
Biểu đồ Cartogram biểu thị kết quả theo quận, được tô sắc theo phần trăm phiếu bầu cho Bell
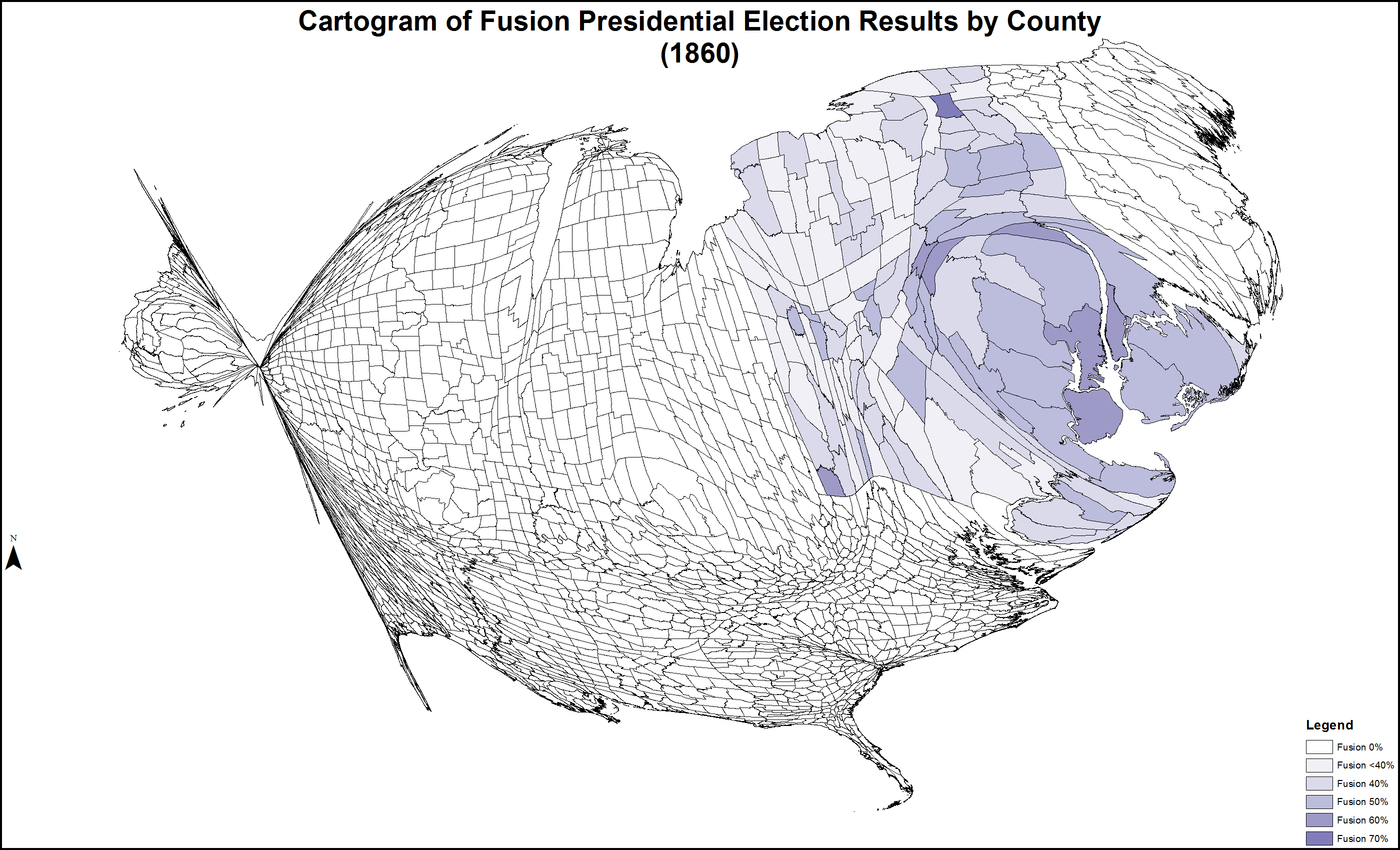
Biểu đồ Cartogram biểu thị kết quả theo quận, được tô sắc theo phần trăm phiếu bầu cho các ứng cử viên khác

## Kích hoạt Nội chiến
Chiến thắng của Lincoln là nguyên nhân khiến 7 bang miền Nam (Nam Carolina, Mississippi, Florida, Alabama, Georgia, Louisiana và Texas) ngay lập tức tuyên bố ly khai từ ngày 20 tháng 12 năm 1860 đến ngày 1 tháng 2 năm 1861. Sau đó, họ thành lập Liên minh miền Nam Hoa Kỳ.
Một số bang khác cũng xem xét tuyên bố ly khai vào thời điểm đó:
- Missouri đã triệu tập một đại hội lấy ý kiến về việc ly khai, trong đó bỏ phiếu chống ly khai và hoãn lại vĩnh viễn.
- Arkansas đã triệu tập một đại hội lấy ý kiến về việc ly khai, trong đó bỏ phiếu chống ly khai và tạm thời hoãn lại.[55]
- Virginia đã triệu tập một đại hội lấy ý kiến về việc ly khai, trong đó đã bỏ phiếu chống ly khai nhưng vẫn trong phiên họp.
- Tennessee đã tổ chức một cuộc trưng cầu dân ý về việc triệu tập một đại hội lấy ý kiến về việc ly khai, nhưng thất bại.
- Bắc Carolina đã tổ chức một cuộc trưng cầu dân ý về việc triệu tập một đại hội lấy ý kiến về việc ly khai, nhưng thất bại.[56]

Tất cả các hoạt động ly khai đều được thúc đẩy bởi sự sợ hãi đối với viễn cảnh chế độ nô lệ sụp đổ ở miền Nam. Nếu Tổng thống (và nói rộng ra, các quan chức liên bang được bổ nhiệm ở miền Nam, chẳng hạn như luật sư quận, cảnh sát trưởng, người quản lý bưu điện và thẩm phán) phản đối chế độ nô lệ, chế độ này có thể sẽ sụp đổ. Có những lo ngại rằng các đặc vụ của chủ nghĩa bãi nô sẽ xâm nhập vào miền Nam và kích động các cuộc nổi dậy của nô lệ. Những người miền Nam khác cho rằng với sự thống trị của chính phủ liên bang vốn chống chế độ nô lệ ở miền Bắc sẽ khiến chế độ nô lệ cuối cùng sẽ bị bãi bỏ, bất kể các giới hạn hiến pháp hiện tại.
Bertram Wyatt-Brown lập luận rằng những người ly khai làm như vậy là cần thiết vì danh dự của họ. Họ không thể chịu đựng được những thái độ của các bang miền Bắc coi sở hữu nô lệ là một tội lỗi lớn và các chính trị gia miền Bắc kiên quyết ngăn chặn sự lan rộng của chế độ nô lệ.
Một số người miền Nam khác phẫn nộ với những lời chỉ trích của miền Bắc về chế độ nô lệ và những hạn chế đối với chế độ nô lệ nhưng phản đối việc ly khai là nguy hiểm và không cần thiết. Tuy nhiên, các "đảng viên có điều kiện" cũng hy vọng rằng khi đối mặt với ly khai, người miền Bắc sẽ nhượng bộ và chấp nhận các quy tắc ủng hộ chế độ nô lệ cho các vùng lãnh thổ. Chính nhóm đó đã ngăn chặn sự ly khai ngay lập tức ở Virginia, Bắc Carolina, Tennessee và Arkansas khi Lincoln nhậm chức vào ngày 4 tháng 3 năm 1861. Ông không có hành động chống lại những người ly khai ở 7 bang "Liên minh miền Nam" nhưng cũng tuyên bố rằng ly khai không có giá trị pháp lý và từ chối giao nộp tài sản liên bang ở những bang đó. (Ông cũng nhắc lại sự phản đối của mình đối với chế độ nô lệ ở bất kỳ nơi nào trên các vùng lãnh thổ.) Tình trạng bế tắc tiếp tục cho đến giữa tháng 4, khi Tổng thống Liên minh Jefferson Davis ra lệnh cho quân đội Liên minh bắn phá và chiếm Pháo đài Sumter.
Lincoln sau đó kêu gọi quân đội dẹp loạn, chấm dút cơ hội giải quyết cuộc khủng hoảng bằng thỏa hiệp. Gần như tất cả các "người Liên minh có điều kiện" đều tham gia theo phe ly khai. Đại hội Virginia và đại hội Arkansas được tái triệu tập đều tuyên bố ly khai, các cơ quan lập pháp của Tennessee và Bắc Carolina cũng vậy; cả bốn bang này đều gia nhập Liên minh miền Nam sau đó.